# Palazzo dei Normanni
Il Palazzo dei Normanni, noto anche come Palazzo Reale, si trova a Palermo ed è attualmente sede dell'Assemblea regionale siciliana. Il palazzo, per secoli fortezza, è la più antica residenza reale d'Europa, dimora dei sovrani del Regno di Sicilia, sede imperiale con Federico II e Corrado IV e dello storico Parlamento siciliano. Al primo piano del palazzo sorge la Cappella Palatina. L'ala ovest è assegnata all'Esercito italiano.
È uno dei monumenti più visitati nell'isola. I servizi aggiuntivi turistici sono curati dalla Fondazione Federico II; gli ingressi principali (quello parlamentare e quello turistico) sono su piazza del Parlamento, quello carraio è sul lato di piazza Indipendenza. Dal 3 luglio 2015 fa parte del Patrimonio dell'umanità (UNESCO) nell'ambito del sito seriale "Palermo arabo-normanna e le cattedrali di Cefalù e Monreale".

## Storia

### Epoca fenicio - punica

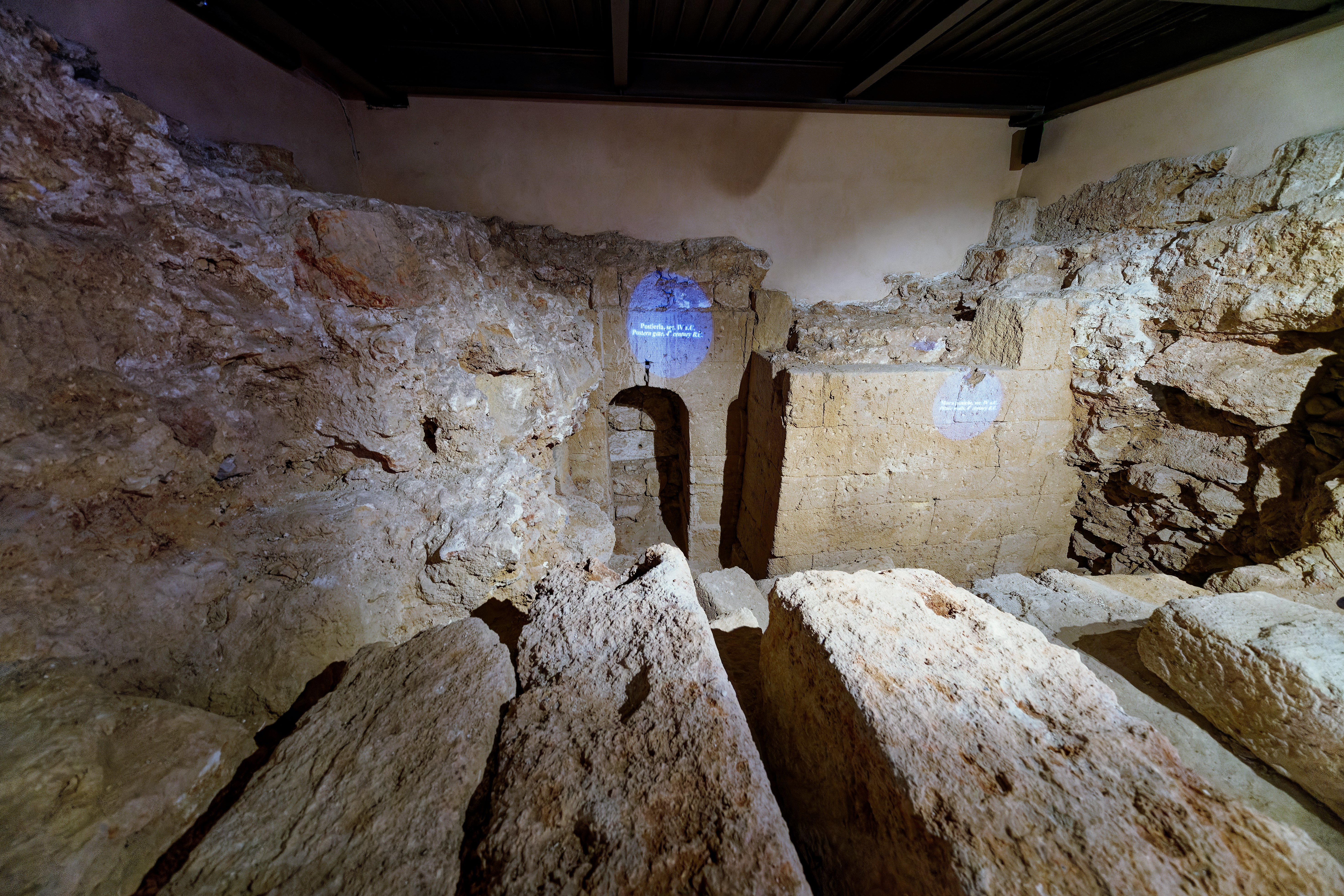
Fortificazioni puniche.

L'attuale palazzo ingloba nelle fondamenta stratificazioni dei primi insediamenti fortificati d'origine fenicio - punica databili fra l'VIII e il V secolo a.C., le cui tracce riemergono nelle campagne di studi nelle segrete e nei sotterranei. Queste fortificazioni costituivano il nucleo sociale e politico dei primitivi insediamenti che formavano la paleopolis, aggregato contrapposto alla zona sacra, destinata al culto pagano e alle sepolture, ubicata qualche centinaio di metri più a NE a ridosso del fiume Papireto. Quest'ultima area, futura neapolis, è oggi identificabile col piano della cattedrale, il campanile ravvisabile nell'alta torre di avvistamento incastonata nella cinta muraria della cittadella fortificata, nonché da una fitta rete di ambienti ipogei costituita da grotte, catacombe, cripte, cuniculi e spelonche, ubicati nelle immediate adiacenze.

### Epoca greco - romana
Paleopolis e neapolis erano comprese su una striscia di terra delimitata a settentrione dal fiume Papireto e dal Kemonia a mezzogiorno, striscia di terra che all'epoca si estendeva lungo direttrice configurabile con l'odierno Cassaro, limitata approssimativamente fino all'attuale chiesa di Sant'Antonio Abate. Una vasta e ramificata insenatura permetteva l'approdo e il riparo delle imbarcazioni in entrambi i corsi d'acqua, proprio a ridosso del polo monumentale, peculiarità che influì a determinare il nome della località, in epoca greca Panormos ovvero Città tutto Porto. Nel 254 a.C. la roccaforte del castrum fu conquistata dai romani.

### Epoca bizantino - araba

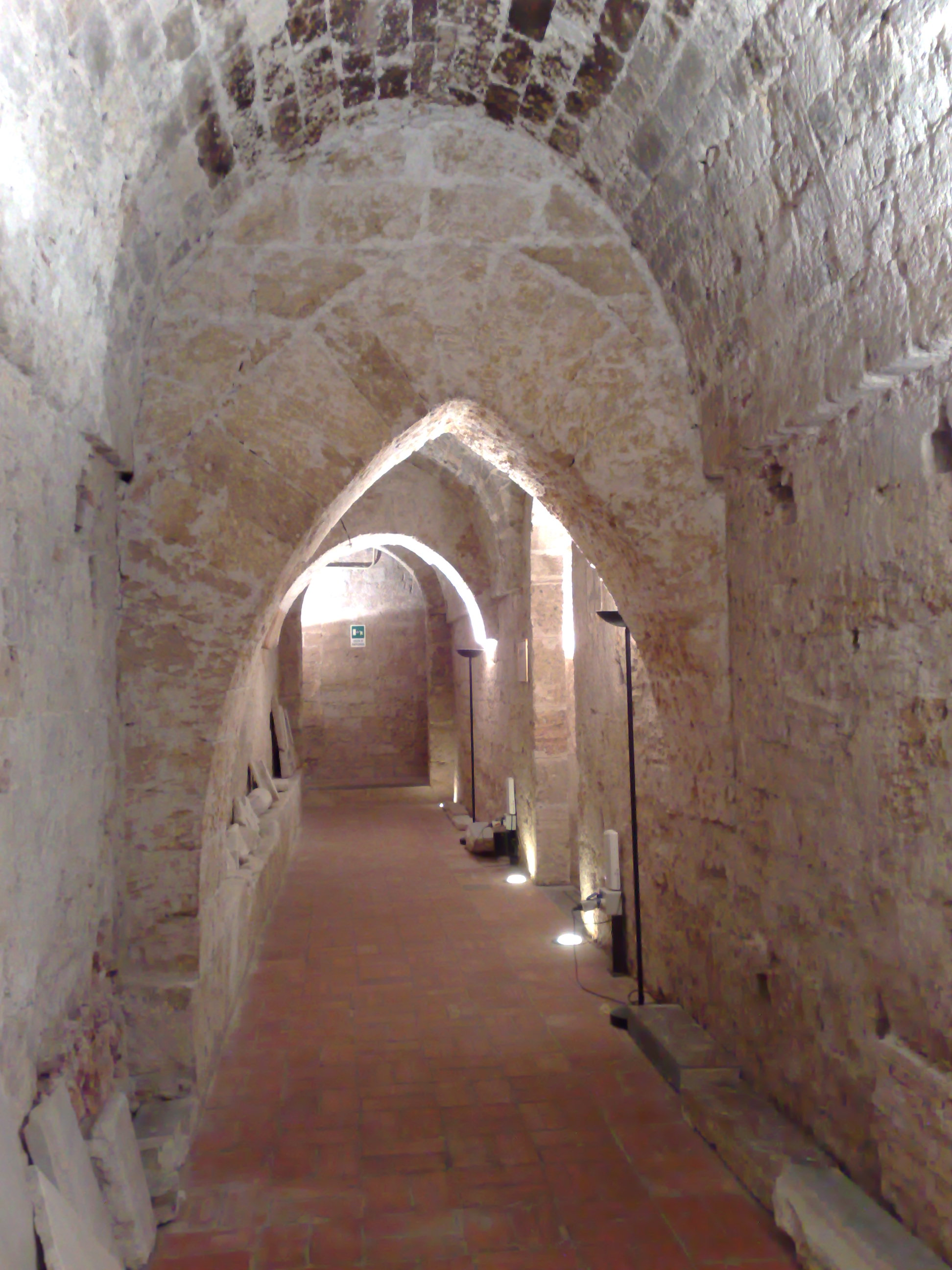
Impianto arabo-normanno.

Flavio Belisario conquistò la città e si impossessò della fortificazione nel 535. Il dominio bizantino perdurò per quasi tre secoli. Sotto il regno di Costantino IX Monomaco, imperatore costantinopolitano e re di Sicilia, la fortificazione del kastron assunse il rango di palazzo con il prefetto Giorgio Maniace, il quale lo abbellì facendo installare opere, manufatti e altro bottino di guerra.
I due arieti di bronzo, espressioni dell'arte greca e frutto di saccheggi, in Sicilia adornarono temporaneamente il portale gotico della Fortezza Maniace di Siracusa per volere di Federico II di Svevia. Maria di Trastámara li donò a Giovanni I Ventimiglia per servigi resi nella strenua difesa di Siracusa; pertanto, i manufatti pervennero dapprima nel castello Ventimiglia di Castelbuono e in seguito posti a decoro del mausoleo di famiglia nella chiesa di San Francesco. Per contrasti con la casa regnante e la confisca dei beni, gli arieti dei Ventimiglia giunsero a Palermo. Gaspare Palermo documenta la loro presenza in epoche successive nel Palazzo Chiaramonte-Steri, nella fortezza di Castello a Mare, trafugati da un viceré di Sicilia a Napoli, riconsegnati alle sale di Palazzo Regio. Con la distruzione di un elemento della coppia durante la Rivoluzione siciliana del 1848, l'esemplare superstite fu definitivamente trasferito nelle raccolte del Museo archeologico regionale «Antonio Salinas».
La prima costruzione con funzioni di residenza reale denominata  'al Qasr o Kasr (Alcassar, la dimora degli emiri), è attribuita al periodo della dominazione islamica, lasso di tempo di circa due secoli ove si avvicendarono numerosi governatori o emiri appartenenti, nell'ordine, alle dinastie degli Aghlabidi, Fatimidi, Kalbiti. Nell'831 dopo la conquista araba della città il governatore, supremo comandante e principe di Sicilia denominò la costruzione Castelnuovo che si contrapponeva all'edificio ubicato in marina denominato Castellammare e al Castello di Maredolce nel Parco della Favara, quest'ultima dimora prediletta insieme a tutte le residenze e le strutture arabe insediate nella vicina Kalsa.
Ibn Hawqal documenta due medine o città murate contrapposte: il Qasr e la Kalsa. In mezzo, tre borghi satelliti tra loro separati e contigui corrispondenti al futuro rabato (Albergheria, Seralcadio, Conceria), descritto da Muhammad al-Idrisi in epoca normanna.
La decisione di trasferire la sede del governatore posta nel cuore della città murata della civitas superior in un luogo più sicuro e protetto militarmente, è fornita dalla tumultuosa sommossa popolare contro il governatore fatimita Salīm Ibn Rashid Al Kutāni, sedata nell'autunno del 937 con l'intervento militare di Khalil ibn Ishaq. Il nucleo aghlabida è abbandonato dopo aver identificato nei pressi del porto, nelle adiacenze dell'arsenale, la nuova sede della cittadella fortificata degli emiri fatimidi, molto più difendibile nella civitas inferior perché parzialmente protetta dal mare.

### Epoca normanna

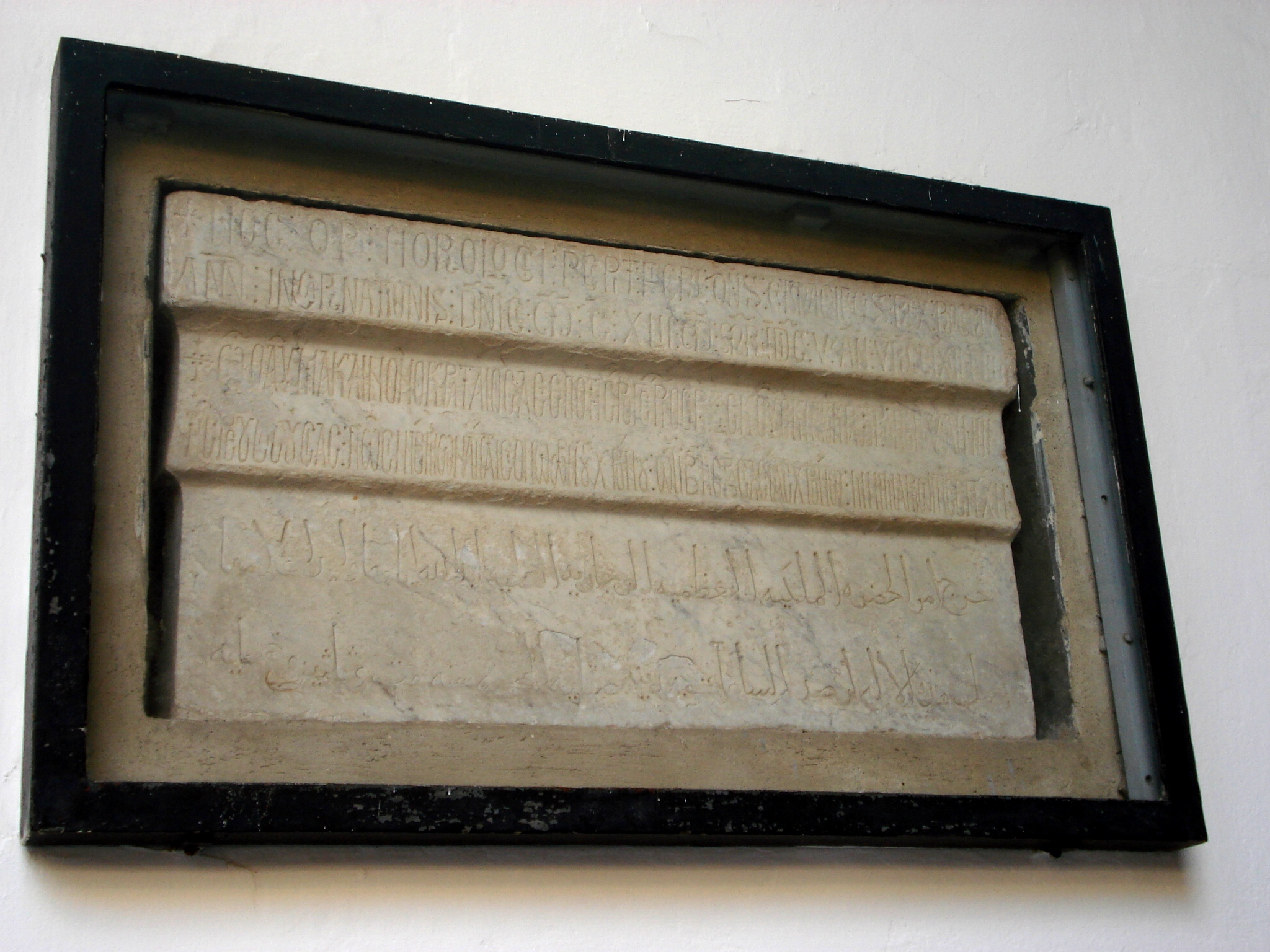
Iscrizione trilingue (latino, greco-bizantino e arabo) a fianco della Cappella Palatina che commemora la costruzione di un horologium nel 1142, sotto re Ruggero II.

I sovrani Normanni distinguevano il Castrum superius o Palatium novum posto sull'altura dal Castrum inferius o Palatium vetus ubicato a valle, insediandosi al loro arrivo presso quest'ultimo già dimora della corte araba. Il Parcus Vetus indicava l'insediamento del centro di potere arabo: l'aggettivo Vetus (vecchio, antico, primitivo, vetusto) si estendeva tanto all'area, quanto alla dimora del primitivo accampamento. Quest'ultimo era divenuto residenza degli emiri e oggetto di conquista da parte delle armate normanne, che nell'assedio di Palermo piantarono nelle immediate adiacenze il loro campo base, prima di sferrare gli attacchi alla Kalsa e al Cassaro fortificato. Infatti, dalla pianura alluvionale sud - orientale della costa, porta d'accesso alla città provenendo da est, contraddistinta dal Dattereto prossimo al fiume Oreto e al Castello di Yahya, partì la conquista della città .
Negli anni costruirono il castello a monte denominato Castrum superius dalle caratteristiche normanne, un centro complesso e polifunzionale che esprimeva tutta la potenza della monarchia, realizzando così una struttura di edifici. Roberto il Guiscardo lo ingrandì dotandolo della Cappella di Gerusalemme, mentre il gran Conte Ruggero edificò la Torre Greca, oltre ai quartieri per opifici e armigeri. Solo dopo la sua morte, la regina reggente Adelasia del Vasto e l'erede al trono si trasferirono da Messina, città che era servita da base ai Normanni per estendere il proprio dominio, a Palermo. Nella capitale gli Altavilla s'insediarono inizialmente nella residenza di Palazzo della Favara, prima di trasferirsi nelle strutture del Palatium novum.
Nel 1132 Ruggero II di Sicilia costruì la parte mediana del palazzo, l'amplissimo appartamento che oggi prende il suo nome (ovvero quella porzione d'edificio precedentemente destinato a opificio della seta), oltre alla Cappella Palatina e alla Torre Joharia. Il luogo di culto dedicato a San Pietro Apostolo soppiantò la primitiva moschea edificata sulle carceri e sulle segrete del palazzo. Da Guglielmo I e Guglielmo II di Sicilia furono aggiunte le ali destinate ai servizi degli eunuchi, secondo l'usanza araba, gli appartamenti delle dame di corte, delle matrone, delle fanciulle, dei servitori, l'harem e, nella parte settentrionale, venne aggregato il «serraglio degli schiavi», assieme alle torri Pisana o di Santa Ninfa e di Chirimbi. Coeva è la realizzazione della «Via Coperta», un camminamento protetto che dalla Torre Pisana e la Sala Verde, attraverso la contrada della Guilla, conduceva al primitivo Palazzo Arcivescovile con meta finale la cattedrale metropolitana primaziale della Santa Vergine Maria Assunta.
Questo castello, costruita dai normanni, assunse la denominazione di Palazzo dei Normanni solo in tempi recenti, polo destinato ben presto a diventare il centro della cultura e dell'arte europea tra il XII e il XIII secolo.
In questi sontuosi e raffinati ambienti, infatti, si sviluppò la più importante cultura europea dell'epoca: qui gli imperatori radunavano i più grandi scienziati e poeti, musicisti e pittori del tempo. All'interno del palazzo furono mantenuti gli opifici e i laboratori tessili per produrre manufatti di rara bellezza mantenendo la tradizione, le conoscenze, la cultura e il sapere introdotto dai dominatori orientali, ovvero la Zecca, i laboratori di oreficeria ed il Tiraz, e l'opificio per la manifattura di stoffe preziose. Adiacente al regio palazzo sorgeva la Galca (l'anello), il quartiere regio che si sviluppava verso est racchiuso fra mura e che ospitava edifici di vario tipo legati alla funzionalità della reggia.
Muhammad al-Idrisi nel 1150, Ibn Jubayr nel 1184, e Ugo Falcando descrivono nelle loro opere le magnificenze e le vicende legate al palazzo. Il più rilevante degli episodi avvenuto negli anni 1160 - 1161 vede il Palazzo Reale teatro della rivolta dei baroni maturata in seguito alla congiura ordita da Matteo Bonello, durante la quale le sale della reggia furono saccheggiate e date alle fiamme con la distruzione di un insostituibile patrimonio librario e artistico.

### Epoca svevo - angioino - aragonese
Al 1194 risale il saccheggio della reggia voluto da Enrico VI di Svevia, il quale utilizzò cento muli per trasportare tutto l'oro e gli oggetti preziosi in essa custodita. Con gli Svevi, la struttura fu sede delle Scienze e delle Lettere, elogiata da Dante Alighieri. Con Federico II di Svevia e il figlio Manfredi furono mantenute nel palazzo le attività di governo, amministrative e di cancelleria, mentre quelle letterarie furono distaccate a Palazzo della Favara, luogo deputato ad ospitare la scuola poetica siciliana.
Nel 1269 per il palazzo cominciò una fase di decadenza. Spoglio delle macchine da guerra, mostrò tutta la sua vulnerabilità durante i moti dei Vespri Siciliani culminati nel 1282 con le sommosse inserite nel contesto delle Guerre del Vespro: il popolo palermitano in rivolta espugnò, depredandolo ancora una volta. Scacciati gli angioini, Pietro III d'Aragona si trasferì nel palazzo dimorandovi appena tre anni.
Dopo l'espulsione degli Angioini nel 1282, la dinastia aragonese propese per dimorare allo Steri o Hosterium Magnum confiscato alla famiglia Chiaramonte. Fra gli aragonesi fu sede di Francesco II Ventimiglia, nominato signore perpetuo della capitale siciliana nel 1353. Il 16 febbraio 1361 s'insediò Federico IV d'Aragona, con i titoli di capitano e giustiziere, castellano del palazzo e di Castellammare.
Risalgono al 1340 le prime notizie di guasti dovuti ad un rovinoso crollo che determinarono il progressivo spopolamento della reggia. Il sito non suscitava più particolare interesse per motivi logistici e di sicurezza, e ad essa si preferì la residenza di Castellammare. Il lento abbandono avvenne a partire dagli inizi del XV secolo, periodo in cui Palazzo Regio e strutture limitrofe furono utilizzati come cava da cui trarre materiale edilizio utilizzato per la costruzione di luoghi di culto o cimiteri.

### Epoca spagnola

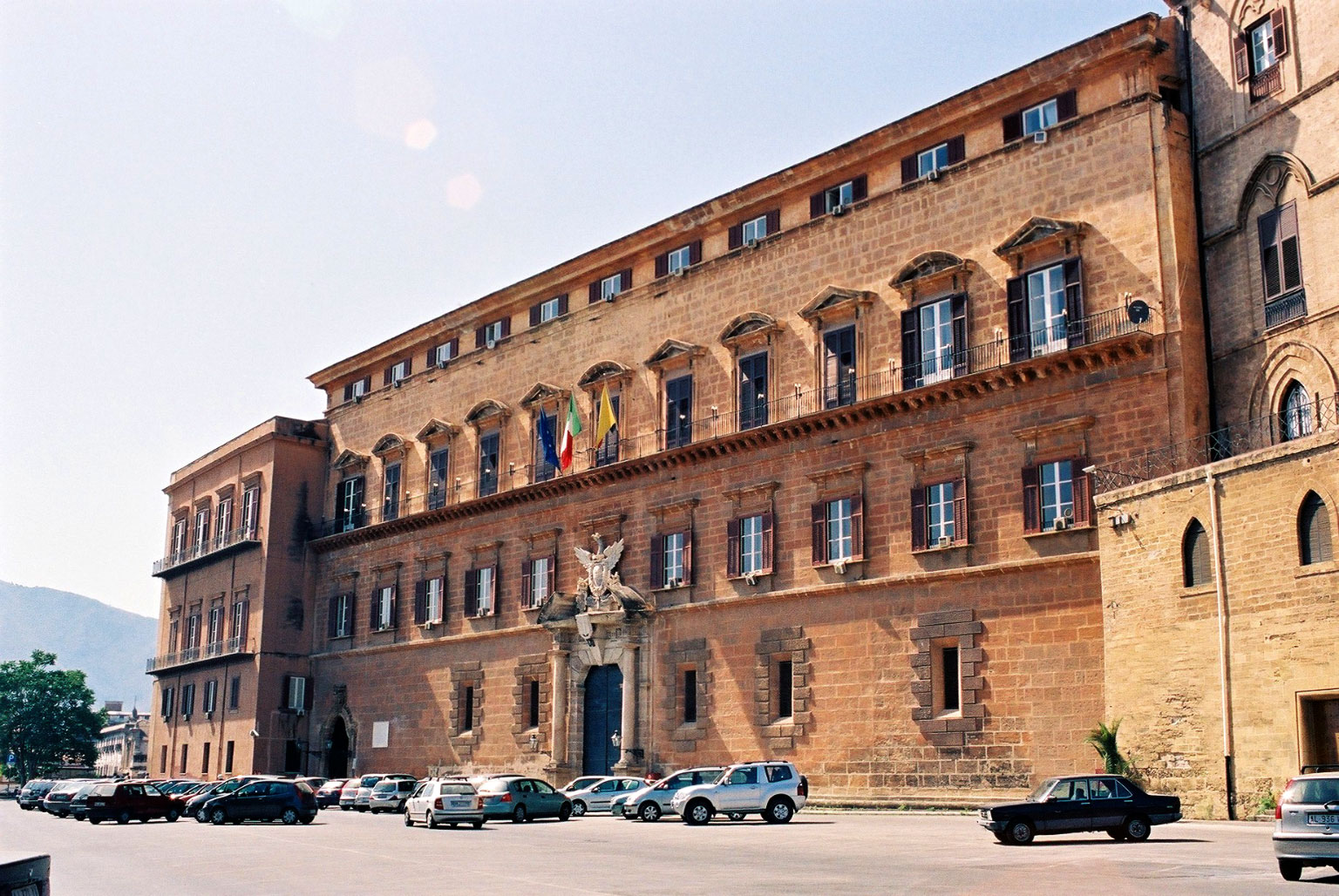
Prospetto rinascimentale.

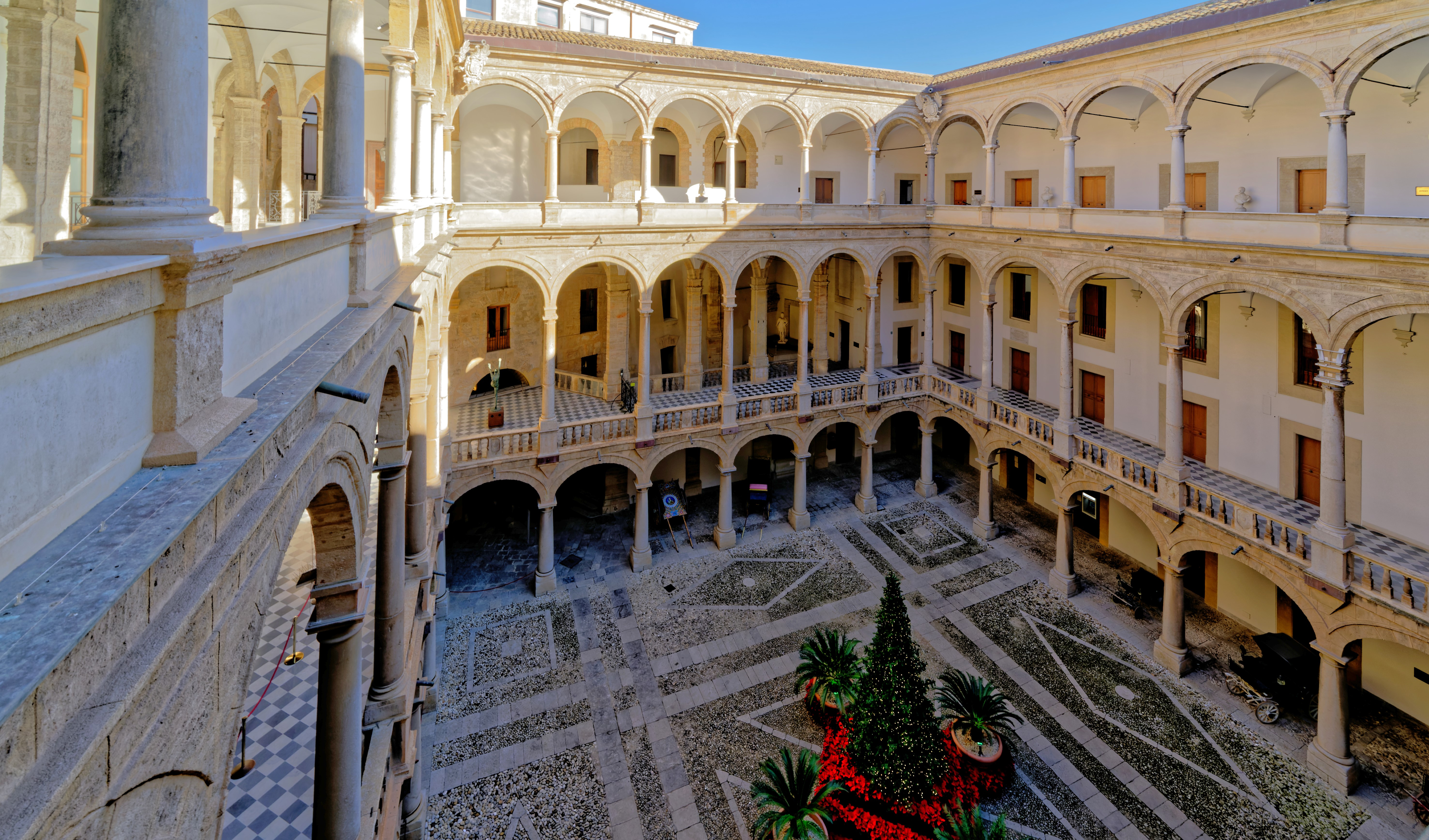
Logge e piano parlamentare

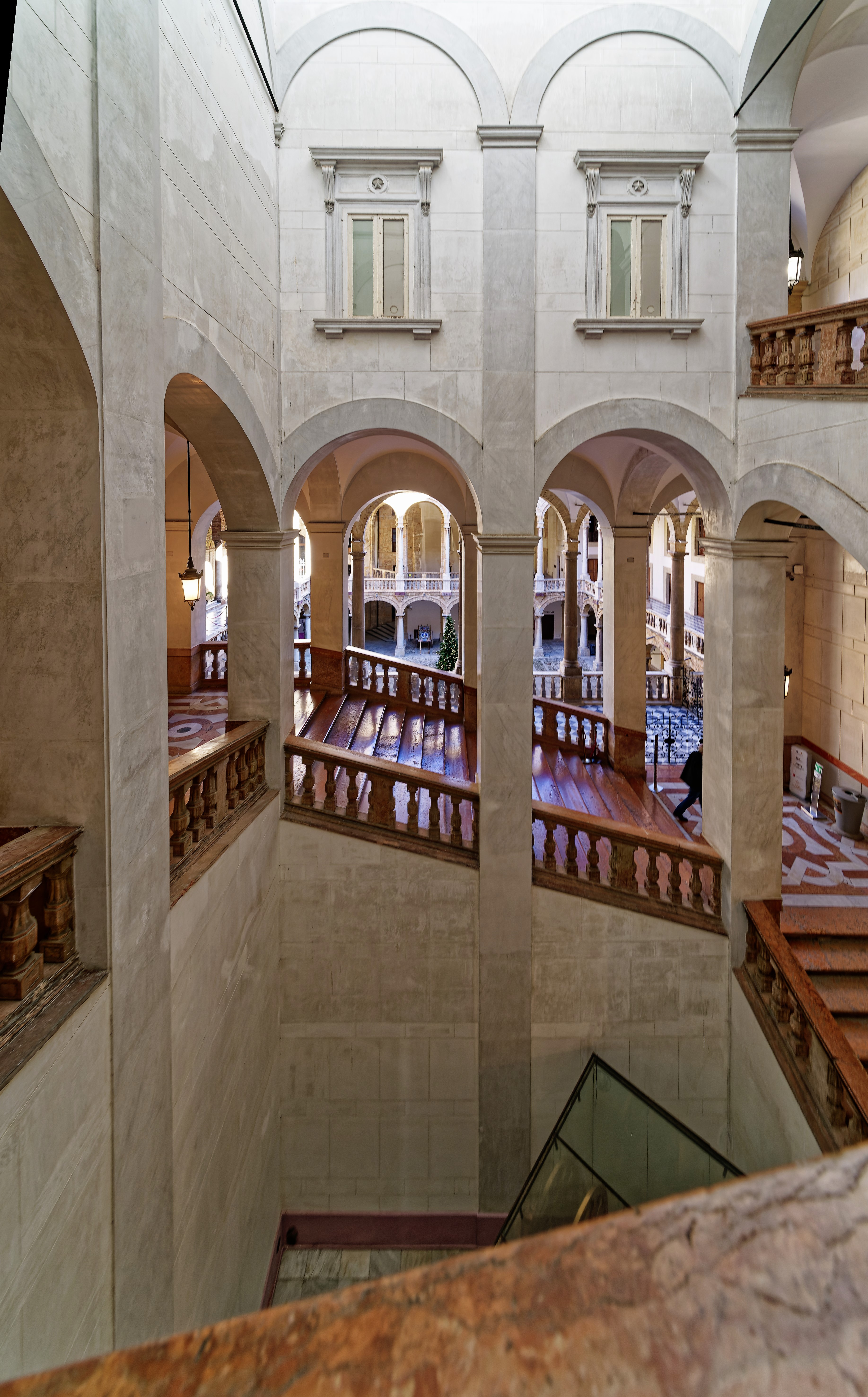
Scalone rosso

Nonostante la pressoché totale devastazione, la cimatura e demolizione di alcune torri, il Palazzo Reale, pur mantenendo solo il suo ruolo difensivo, non rimase disabitato, ma fu sede del Tribunale della Santa Inquisizione tra il 1513 e il 1553. Nel 1549 Tommaso Fazello offre una descrizione della situazione disastrosa in cui versava al punto che era possibile scorgere la Cappella Palatina attraverso le rovine.
Il palazzo tornò a occupare un ruolo importante nella seconda metà del XVI secolo quando i viceré spagnoli lo elessero a propria residenza, abbandonando il Palazzo Chiaramonte-Steri o Hosterium Magnum. Per contro il Tribunale dell'Inquisizione si trasferì nelle strutture di Castellammare. Furono poste in essere iniziative che modificarono radicalmente l'aspetto originario del complesso:
- 1517 Con l'avvicendamento al trono del Regno di Sicilia tra Ferdinando II d'Aragona dei Trastámara e Carlo V d'Asburgo è Ettore Pignatelli, conte e duca di Monteleone, il primo viceré ad insediarsi nel sito.[20]
- 1536, Ferrante I Gonzaga, nell'ambito delle opere di potenziamento dell'intero sistema difensivo della città convocò l'ingegnere bergamasco Antonio Ferramolino che si era già occupato delle fortificazioni del Palazzo, ma è nel 1553, dopo il trasferimento allo Steri del Tribunale della Santa Inquisizione, che si iniziarono le demolizioni e le nuove costruzioni.
- 1550, Juan de Vega effettuò un primo restauro, fu predisposta la demolizione della Torre Rossa.[21]
- 1560 Juan de la Cerda, IV duca di Medinaceli avviò i lavori per la costruzione del Salone del Parlamento, ambiente perfezionato da Francesco Ferdinando d'Avalos, VII marchese di Pescara.[22]
- 1567, García Álvarez de Toledo y Osorio, predispose la risistemazione dei vani intorno alla chiesa, l'ampliamento delle scuderie, la costruzione di nuove stalle.
- 1580, Marcantonio Colonna, duca di Tagliacozzo (insediamento: 24 aprile 1577 - 1584), promosse la realizzazione del camminamento tra la reggia e Porta Nuova. Nel 1598, gli uffici per l'amministrazione della giustizia ordinaria Regia Magna Curia, furono trasferiti in questa sede provenienti da Palazzo Chiaramonte-Steri.[23]
- 1600, Bernardino de Cardenas y Portugal, duca di Maqueda, realizzò il cortile porticato che ospitava la Deputazione del Regno istituita da Alfonso V d'Aragona.[24]
- 1616, Juan Gaspar Fernández Pacheco y Zúñiga, V marchese di Vigliena, V duca d'Escalona definì la parte centrale dell'ala est dotandola di un elegante prospetto in stile rinascimentale e un patio interno.[25]
- 1620 23 maggio, Francìsco Ruiz de Castro Andrade y Portugal, conte di Castro, VIII conte di Lemos e duca di Taurisano decretò la demolizione del tempio bizantino di Santa Maria dell'Itria detta «la Pinta» nel quadro di moderni sviluppi urbanistici[26][27] e del potenziamento del sistema difensivo della reggia.
- 1637, Il presidente del Regno Luigi Moncada, duca di Montalto, adeguò l'antico deposito delle munizioni, trasformandolo in sala delle udienze estive del Parlamento,[28] arricchendolo d'affreschi, opere dei più celebrati artisti dell'epoca come Vincenzo La Barbera, Giuseppe Costantino, Pietro Novelli e Gerardo Astorino. Per tale motivo gli ambienti comunicanti assunsero la denominazione di Sala Duca di Montalto. Il cortile colonnato noto col nome di Galleria con la sede principale per i giudici e i presidenti della Gran Corte Civile e Criminale.
- 1648, Per ordine del cardinale Teodoro Trivulzio viceré di Sicilia e presidente del Regno, la chiesa della Pinta[26] insieme alla chiesa di Santa Barbara la Soprana e chiesa di San Giovanni la Calca, furono abbattute per fare posto a due grossi bastioni posti a difesa del Palazzo Reale. Bastioni di San Pietro.
- 1649, Il cardinale Teodoro Trivulzio in seguito ai tumulti causati dalla rivolta antispagnola aggiunse due baluardi muniti d'artiglieria[29] perfezionati da Giovanni d'Austria nel 1650.[26]
- 1696, Pedro Manuel Colón de Portugal dispose la copertura del camminamento tra reggia e Porta Nuova.

### Epoca savoiarda
Per l'ingresso in città e la cerimonia d'incoronazione di Vittorio Amedeo II di Savoia e Anna Maria di Borbone-Orléans, la vigilia di Natale del 24 dicembre 1713, il palazzo è preventivamente approntato per ospitare i reali. I lavori ed il perfezionamento degli appartamenti trova il maggior intervento nel restauro della Sala dei Venti.

### Epoca borbonica

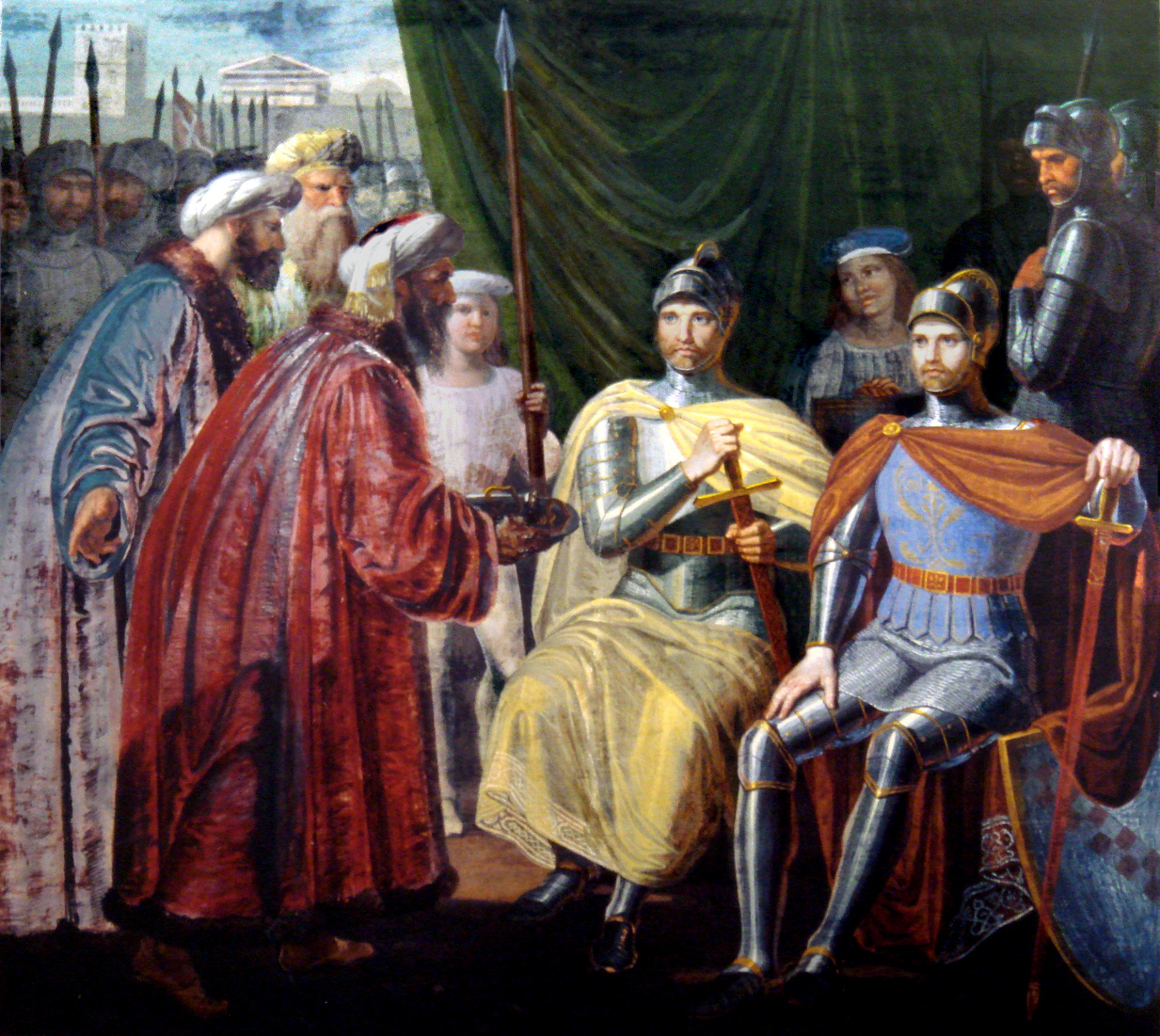
Ruggero di Sicilia e Roberto il Guiscardo ricevono le chiavi di Palermo. Sala Gialla, affresco di Giuseppe Patania.

Gli appartamenti reali subiscono un'ulteriore rimodulazione nel 1735 per l'arrivo, la visita e l'incoronazione di Carlo III di Borbone. Fu edificata la Scala Rossa, uno scalone monumentale di raccordo posto presso il colonnato del Cortile Maqueda. Venute meno le esigenze difensive è compiuta la riduzione o demolizione dei bastioni orientali per l'adeguamento della piazza al livello del Cassaro e altrove, la loro trasformazione in giardini pensili. Il varco della cortina rinascimentale è definitivamente attrezzato come principale porta carraia e portale d'ingresso, il Portale di San Michele è ulteriormente ingrandito. Si edificò una nuova cavallerizza e si rinnovò l'antica. Si costruirono idonee strade d'accesso e carrettere interne. Internamente fu eseguito l'ingrandimento degli appartamenti destinati al sovrano, il rinnovamento degli infissi e delle vetrate, l'apparato decorativo in affreschi approntato dal pittore Olivio Sozzi. Restauri e miglioramenti di tutti gli appartamenti reali e delle strutture dell'intero complesso.
Anche i Borboni delle Due Sicilie con Ferdinando III fecero ristrutturare il palazzo che visse la stagione di maggiore operosità, dopo la fase cinquecentesca, in virtù della permanenza della Corte Borbonica: infatti i sovrani, fuggiti nel 1806 con la conquista di Napoli da parte di Napoleone Bonaparte, si rifugiarono a Palermo. Il Salone del Parlamento fu adibito all'esposizione della preziosa Quadreria di Capodimonte e il monarca decise di fare affrescare nuovamente le pareti e la volta della sala, affinché il salone presentasse "... uno stile più elegante e più grandioso". Il ciclo di affreschi raffigurante l'Apoteosi di Ercole di Giuseppe Velasco sostituì La Maestà Regia, protettrice delle Scienze e delle Belle Arti commissionato da Francesco d'Aquino, principe di Caramanico nel 1787.
Altri interventi decorativi abbellirono le sale di rappresentanza, i corridoi degli appartamenti del re e della regina al piano nobile durante la loro permanenza stabile dal 1806 al 1815. In occasione dei moti rivoluzionari del 1848 furono abbattuti dal popolo in tumulto i bastioni di Santa Maria e San Michele, la dimora fu saccheggiata e fu distrutta gran parte del mobilio, arredi velocemente ripristinati.

### Epoca contemporanea

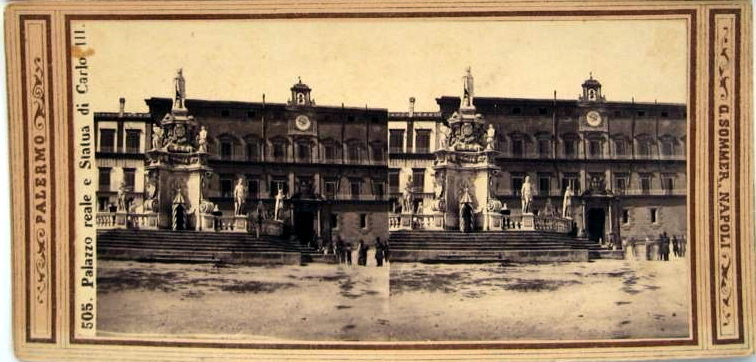
Stereofotografia del prospetto est della fine dell'800

Dopo l'Unità d'Italia fece parte dei beni del comando dei Corpi dell'Esercito e in occasione dell'esposizione nazionale del 1891 - 1892 furono rinnovati gli arredi degli appartamenti reali. Nel 1919 si delineò la possibilità di utilizzare il Palazzo come sede di accademie e nel 1923 fu destinato ad accogliere gli uffici della Soprintendenza ai monumenti, alcuni Istituti universitari, la Real Accademia di Scienze Lettere e Arti, la Biblioteca Filosofica, il Museo etnografico siciliano Giuseppe Pitrè, il Museo Nazionale e l'alloggio del Prefetto. Furono mantenuti per uso della casa reale alcuni appartamenti. Nel 1921 è stata acquisita la proprietà da parte del governo.
Negli anni '30 del '900 furono portati avanti dei restauri da parte del sovrintendente ai monumenti Francesco Valenti, poi proseguiti da Mario Guiotto, che hanno riportato in luce alcune strutture normanne.
Nell'agosto 1943 fu requisito dalle truppe alleate. Poco dopo la fine della seconda guerra mondiale nel 1946, ebbero inizio i primi saggi archeologici volti a comprendere l'eventuali preesistenze al palazzo, ovvero le stratificazioni di manufatti e insediamenti anteriori alla costruzione normanna.
Nel 1947 gli enti che lo occupavano furono trasferiti in altri immobili e fu denominato Palazzo dei Normanni. Nell'aprile 1947 divenne sede dell'Assemblea Regionale Siciliana. Dal 1976 al 1981 furono eseguiti lavori di trasformazione in alcuni piani del palazzo, curati da Rosario La Duca. Dopo il terremoto del 2002 che ha danneggiato alcuni interni, sono stati effettuati dei restauri sugli affreschi di Sala d'Ercole.
Attualmente è la sede del Parlamento regionale, e ospita la Parrocchia S. Pietro Apostolo - Cappella Palatina e l'Osservatorio astronomico di Palermo, mentre l'ala di collegamento a porta Nuova è sede del Comiliter, il Comando militare territoriale della Sicilia.

## Esterno

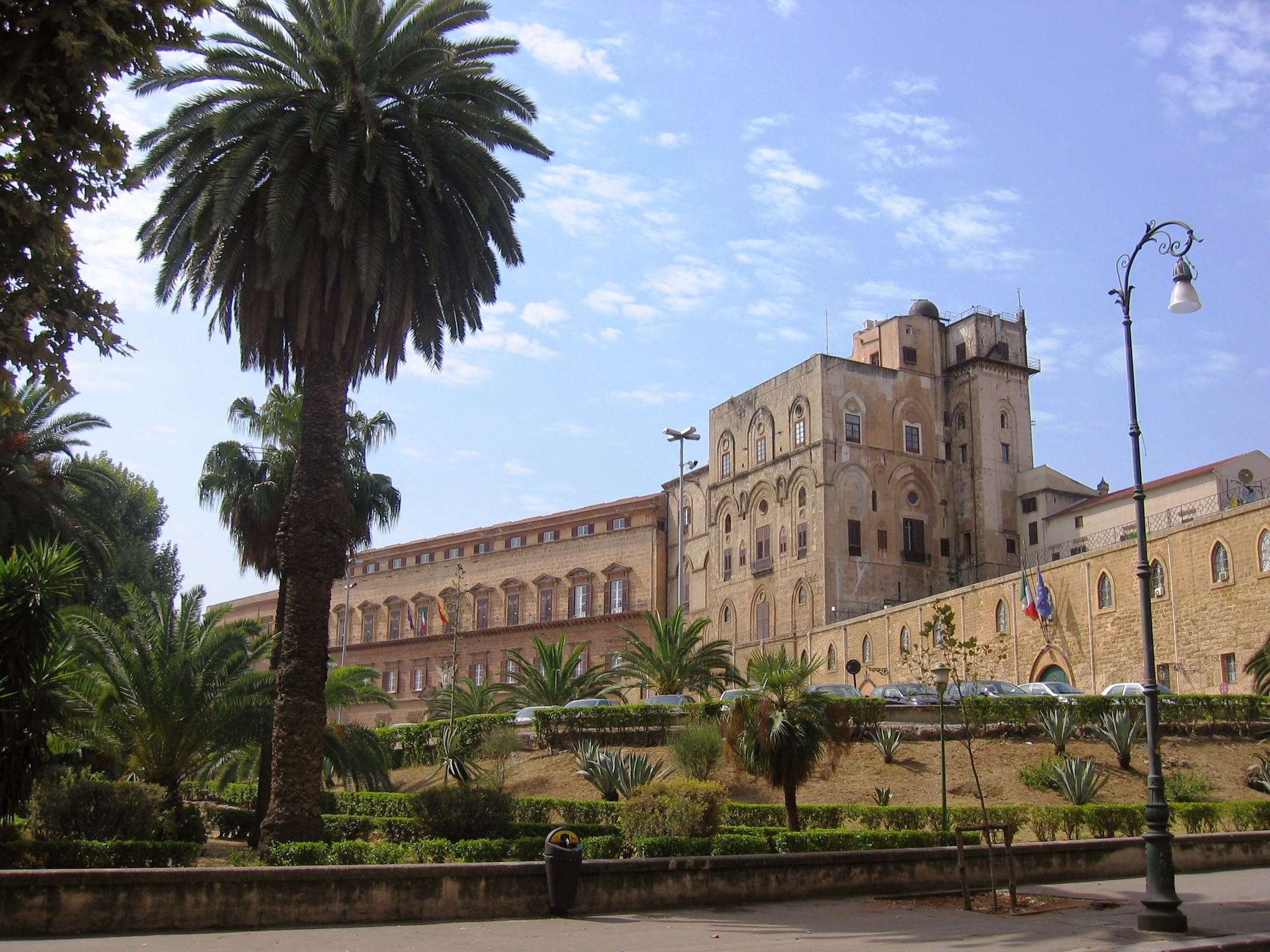
Visuale da via Vittorio Emanuele

L'aggregato degli edifici assume la forma di una forcella capovolta, i due bracci meridionali della biforcazione intersecano i manufatti della Cappella Palatina che originano due grandi cortili interni. Molteplici stili si fondono sugli svariati ordini e sulle numerose sfaccettature delle varie prospettive. Gli stili romanico, bizantino, arabo, normanno, neogotico, chiaramontano, rinascimentale, barocco, miscelano elementi come strombature, nervature, oculi, rilievi, archi, ogive, bugnato, monofore e finte bifore, tufo combinato con tarsie di lava, intrecci, pietra viva, modanature, merlature, marcapiani, archi, timpani dal forte impatto sensoriale ed emotivo.
Delle quattro torri normanne originarie: la Greca, la Chirimbi, la Pisana, la Joaria, oggi rimangono solo le ultime due, di forma quadrangolare coeve alla Cappella Palatina.

### Prospetti

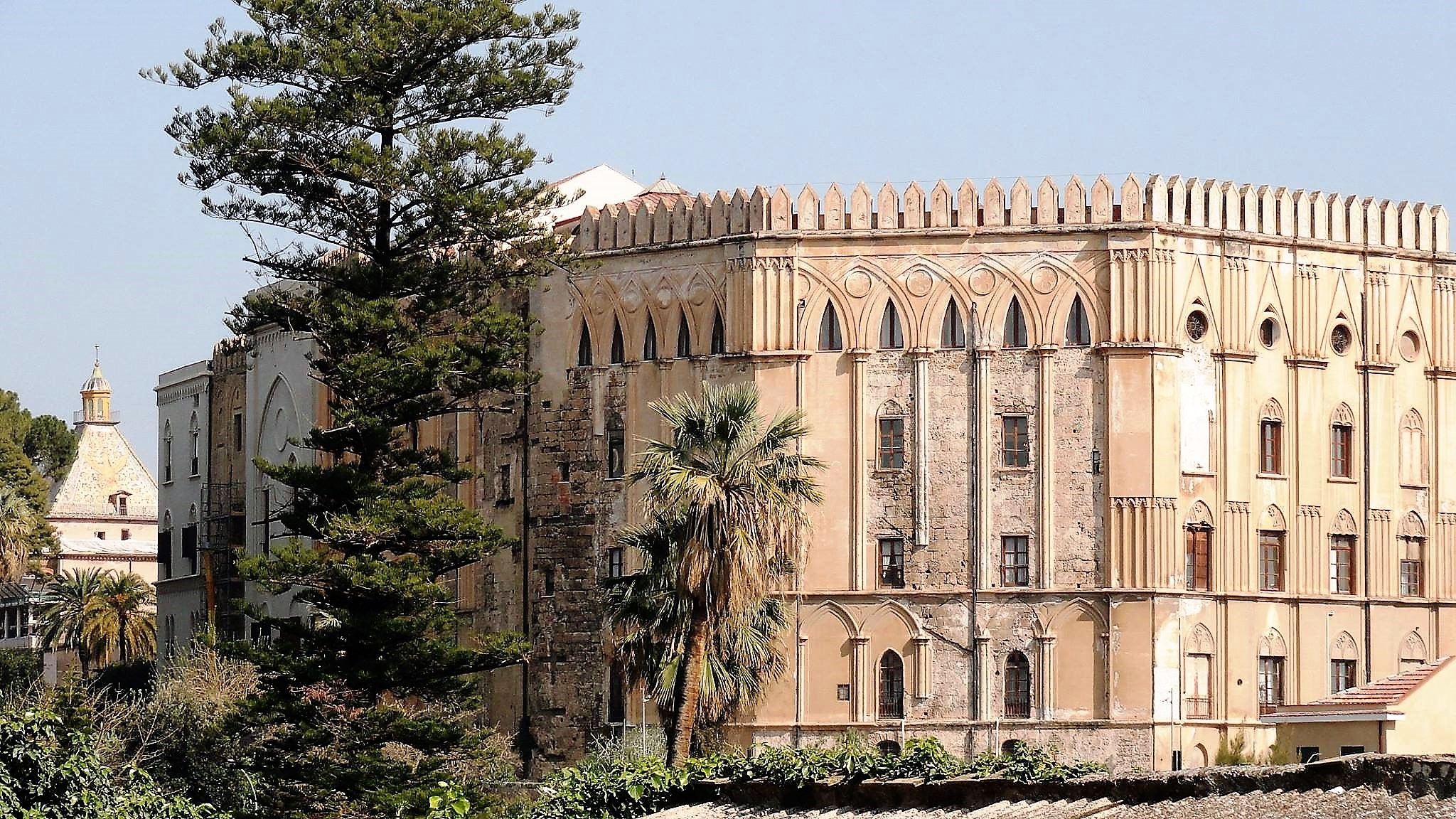
Prospetto nord.

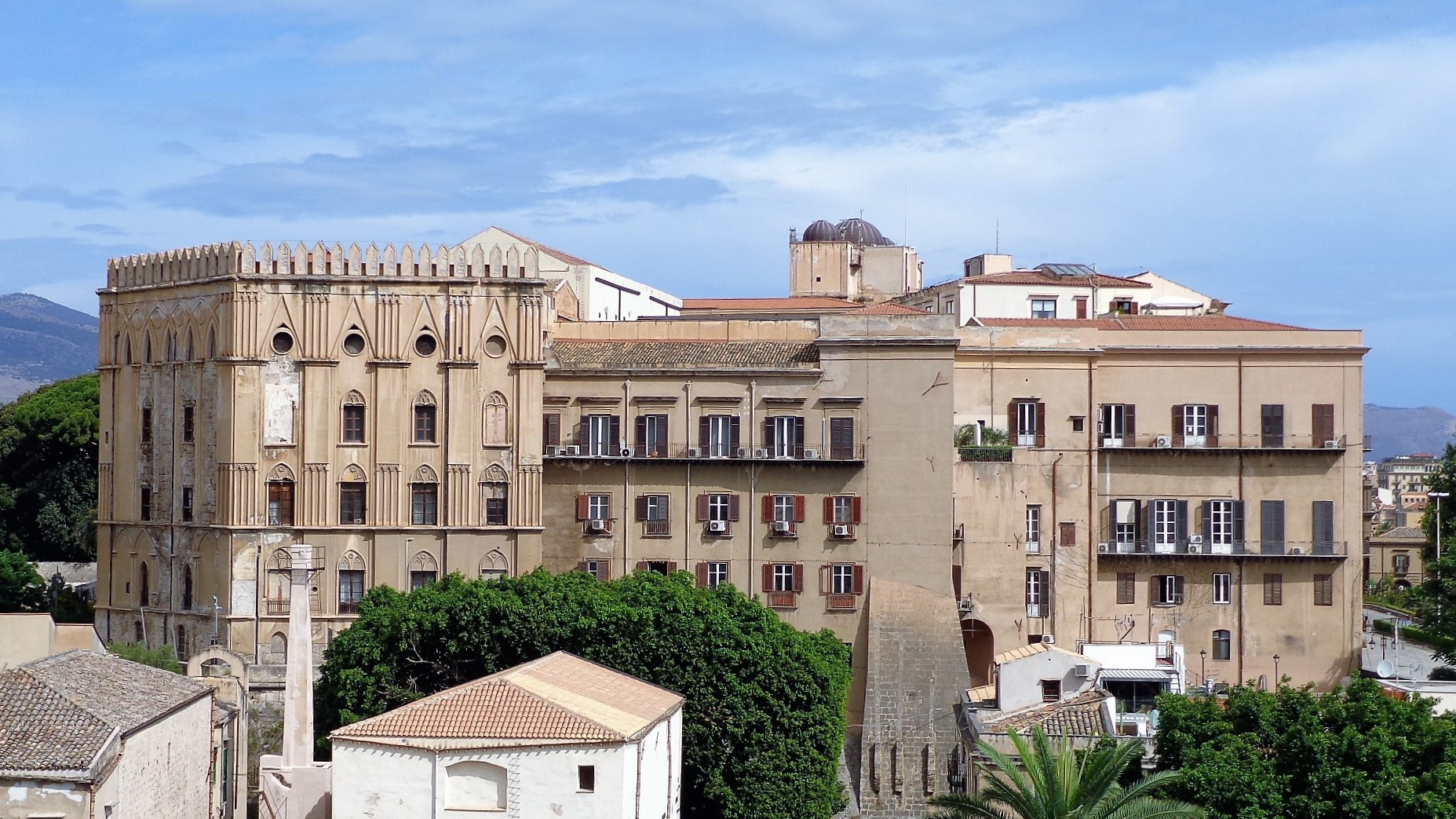
Prospetto ovest.

- Prospetto Nord. L'ala dell'edificio è delimitata da Porta Nuova, nuovo varco d'accesso costruito da Carlo V per celebrare la Conquista di Tunisi in sostituzione dell'antica porta denominata Bab ar ryad o Porta dei giardini. Via Vittorio Emanuele o Cassaro col prolungamento di Corso Calatafimi separa i due mandamenti, nello specifico distingue l'Albergaria dal Monte di Pietà o Seralcadi. Con la graduale trasformazione della Galca (Jalca),[34] e la fusione di essa al resto della città, la chiesa di Santa Maria Maddalena, vicinissima a Porta Nuova, venne a trovarsi inglobata nel quartiere di San Giacomo dei Militari o degli Spagnoli, la cui vasta area estesa dal Cassaro al Papireto, fin dal 1622 era stata utilizzata dalle truppe spagnole di stanza in città per il presidio e la difesa della reggia.
- Prospetto Est. Il palazzo prospetta su Piazza del Parlamento, che a sua volta si fonde con Piazza Vittoria e il parco di Villa Bonanno, le tre aree costituivano il primitivo Piano di Palazzo. Sulla Torre Pisana si ammira l'originaria facciata del periodo normanno decorata con arcate strombate e cieche. Più a sud, la facciata in stile rinascimentale che occupa buona parte dell'intero prospetto. Al centro è un grande portale che costituisce l'ingresso principale. L'ala rinascimentale ospita al piano inferiore la Sala degli Armigeri e al piano superiore il cosiddetto Piano parlamentare ove sono ubicate la Sala d'Ercole, attuale aula parlamentare dell'Assemblea regionale siciliana, la Sala Gialla, la Sala Rossa, la Sala Verde e la Sala dei Viceré.
- Prospetto Sud. Su Via del Bastione e sul lato ovest di Piazza Indipendenza parti dell'edificio poggiano su possenti fondamenta sopra il livello della strada fronteggiando la ricostruita chiesa di Santa Maria dell'Itria detta «la Pinta».
- Prospetto Ovest. Su Piazza Indipendenza si apre l'accesso carraio, di fronte Palazzo d'Orleans, sede della presidenza della Regione siciliana.

### Cortili

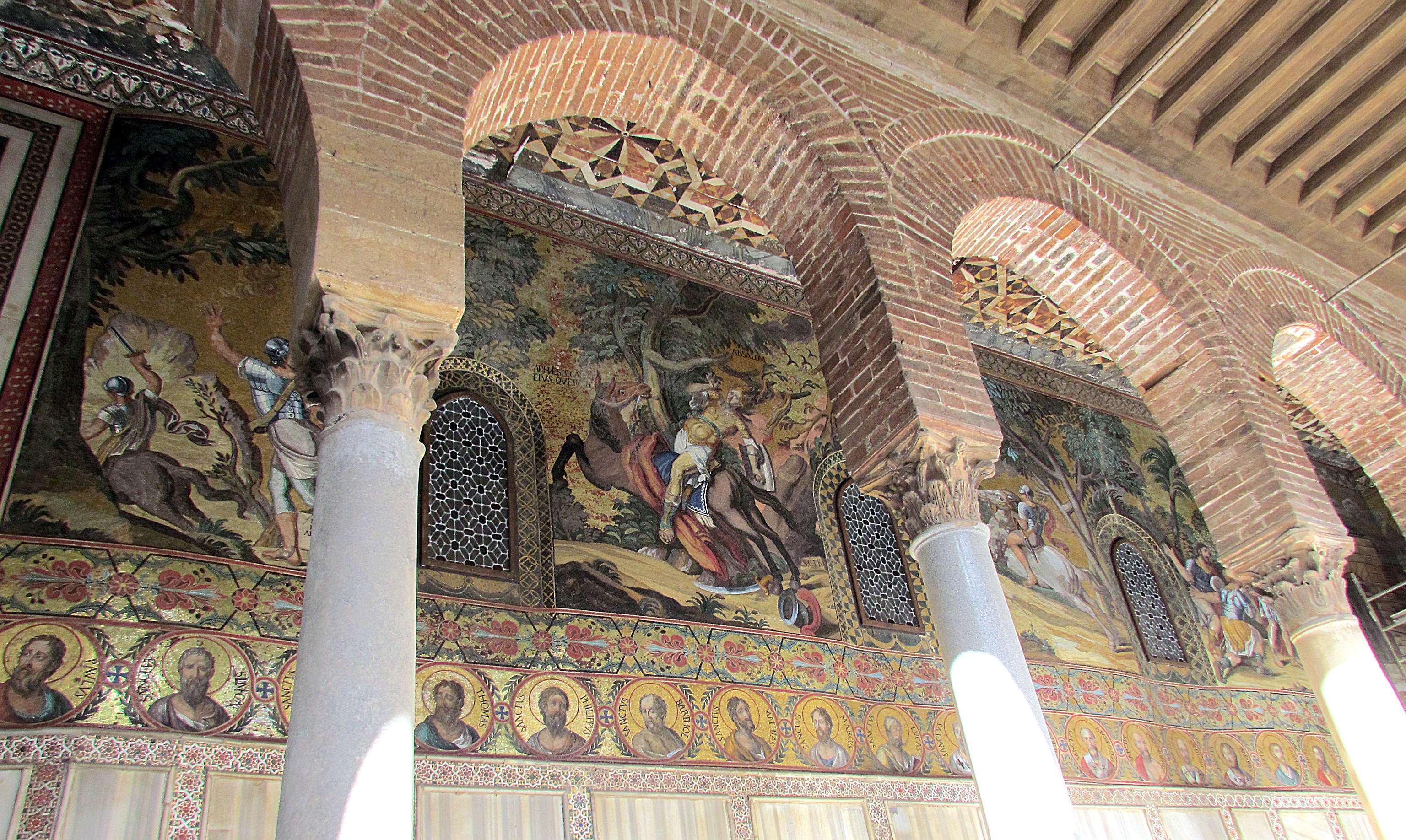
Mosaici esterni nella Palatina, nel cortile Maqueda

Sono presenti più cortili interni, due di essi provvisti di logge e portici:
- il Cortile Maqueda, interamente porticato con due ordini di logge di stile rinascimentale;
- il Cortile della Fontana, posto ad un livello superiore rispetto al primo. I vari livelli sono collegati tra loro da scaloni monumentali.

Il Cortile Maqueda è il crocevia dei principali ambienti, ali e manufatti:
- sotto il livello del patio sono ricavate le Sale del duca di Montalto, oggi sedi di mostre ed esposizioni, da cui si accede a loro volta agli scavi sotterranei;
- dal patio si accede alla chiesa di Santa Maria delle Grazie;
- al primo livello è posto l'ingresso alla Cappella Palatina.

### Le torri

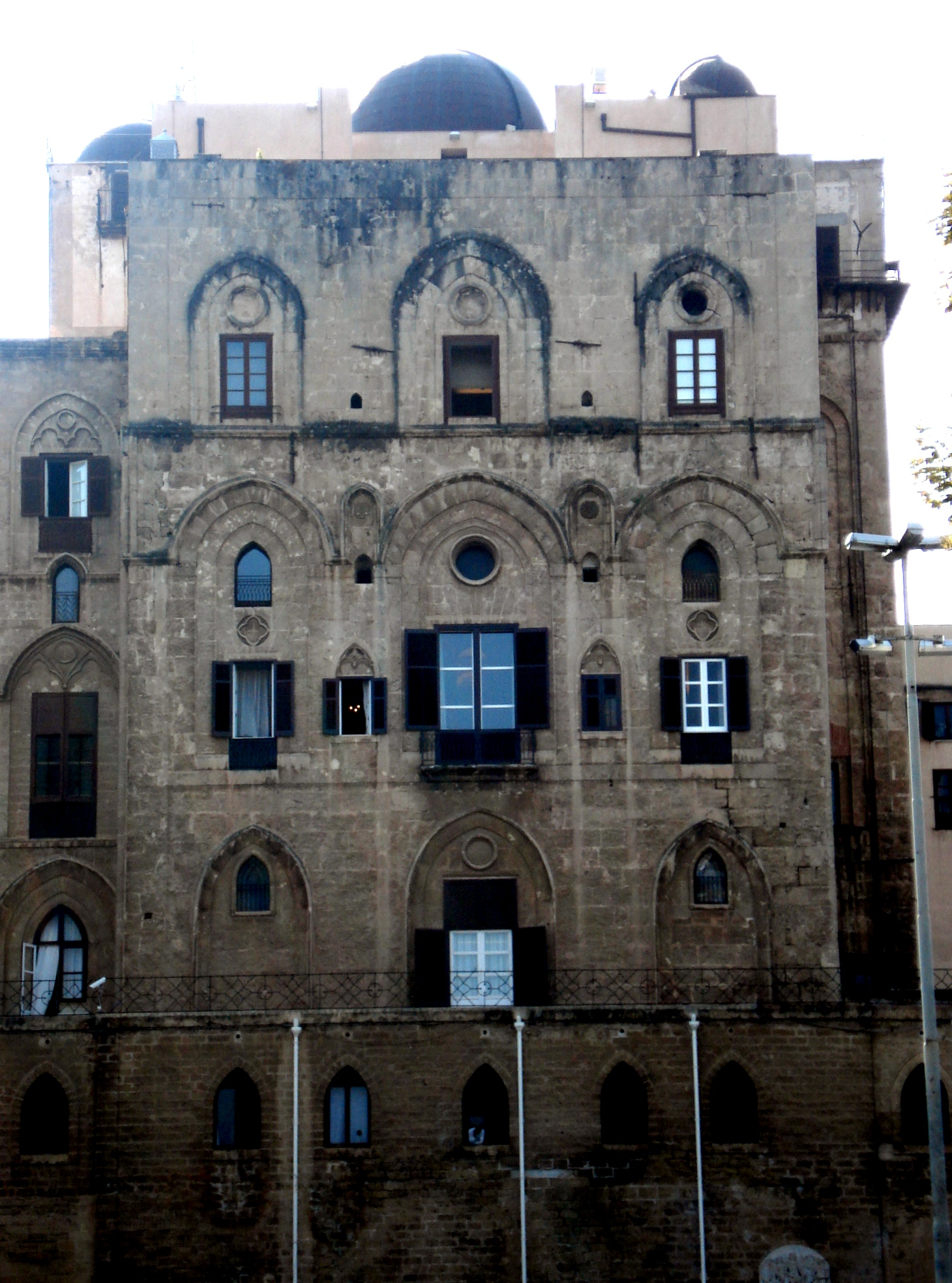
La Torre Pisana.

#### Torre Pisana
Il mastio, altrimenti noto come Torre Santa Ninfa era una costruzione destinata alla custodia dei tesori, manufatto edificato da Guglielmo II di Sicilia. Secondo la tradizione, in epoca sveva con Federico II, la torre era probabilmente uno dei luoghi di riunione della scuola poetica siciliana ed ambiente frequentato dallo stesso sovrano. Il viceré Francesco d'Aquino di Caramanico fece realizzare nel 1790 l'osservatorio astronomico.
Esternamente appare priva di decorazioni, ma è lecito supporre dalle tracce visibili che, nelle zone in cui furono aggiunti dei soppalchi dagli spagnoli, fosse interamente mosaicata probabilmente con scene di battaglie, seguendo canoni che imponevano una forte simmetria tra le scene raffigurate. Comprendeva la Stanza dei Tesori, con doppia porta d'accesso, circondata da camminamenti di ronda coperti da volte maestose e le quattro giare murate nel pavimento che potevano contenere innumerevoli pezzi di monete d'oro.
La facciata orientale è il risultato di un importante intervento di restauro di ripristino neogotico dell'architetto Nicolò Puglia nel 1835. Lo stesso Puglia fu l'autore del progetto di decorazione neogotica dei prospetti occidentali intorno al 1842. Gli interni comprendono nel piano parlamentare la Sala di Federico, la Sala Cinese e la Sala Pompeiana, della prima metà dell'Ottocento, decorate con pitture di Giuseppe Patania e Giovanni Patricolo, ambienti che costituivano gli appartamenti privati della regina Maria Carolina di Borbone.

#### Le altre torri
- Torre Joharia. Torre Joharia o Torre Gioaria - dall'arabo aljawhariyya, ingioiellata - altrimenti conosciuta come Torre del Tesoro, eretta da Ruggero II di Sicilia.[14] Presenta la maggior quantità di ornamenti, risplendente per la magnificenza delle più svariate decorazioni, il re era solito frequentare per gli abbandoni all'ozio e alla quiete. Il livello inferiore è occupato dalla Sala degli Armigeri. Al piano superiore è ubicata la Sala dei Venti, ad est si accede alla Sala di Ruggero.
- Torre Chirimbi. Torre Chirimbi o Torre Carimbri, edificata da re Guglielmo I di Sicilia.[14] Demolita.
- Torre Greca. Torre Greca o Torre Rossa, detta anche Torre Kemonia per la posizione, costruzione fatta edificare in mattoni di laterizi da maestranze greche, da cui il nome, sul prospetto meridionale per volere del Gran Conte Ruggero.[14] Nel 1550 il viceré di Sicilia Juan de Vega la demolì per effettuare un restauro.[2][21]

## Interno

### Piano Parlamentare
Al secondo livello del Loggiato di Cortile Maqueda è permesso l'accesso al Piano Parlamentare che, attraverso il Corridoio Mattarella, consente il percorso fra gli ambienti degli appartamenti reali - secondo le note documentali, gli appartamenti della regina e del principe ereditario - ubicati nel plesso rinascimentale, mentre Sala dei Venti e Sala Ruggero sono dislocati nella Torre Joaria.
- Corridoio Mattarella, Sala d'Ercole, Sala dei Viceré o Transatlantico, Sala ex Presidenti, Sala Pompeiana o Salotto Regina Carolina, Sala Gregorietti, Sala Cinese o Sala Lettura, Salottino Savoia, Salottino del Monetario, Sala di Federico, Salottino del Presidente, Sala dei Venti, Sala Ruggero, Sala della Preghiera, Sala dei Paesaggi Siciliani, Sala Bianca o Sala Stampa, Sala Rossa, Sala Gialla o Salone da Ballo, Sala Verde.

#### Corridoio Mattarella
Ambiente di collegamento degli ambienti della primitiva Galleria. All'ingresso è collocato il quadro, olio su tela, opera del pittore siciliano Giuseppe Sciuti del 1901 raffigurante l'Allegoria dell'agricoltura, dell'industria e dell'economia, lungo il percorso è presente una grande statua in bronzo raffigurante Archimede, opera dell'artista palermitano Benedetto Civiletti, eseguita nel 1893 su commissione di re Umberto I. Un altro acquisto del sovrano all'Esposizione Nazionale di Palermo del 1891 è un olio su tela raffigurante la Battaglia di Dogali, opera firmata dal pittore romano Cesare Biseo del 1887.

#### Sala d'Ercole

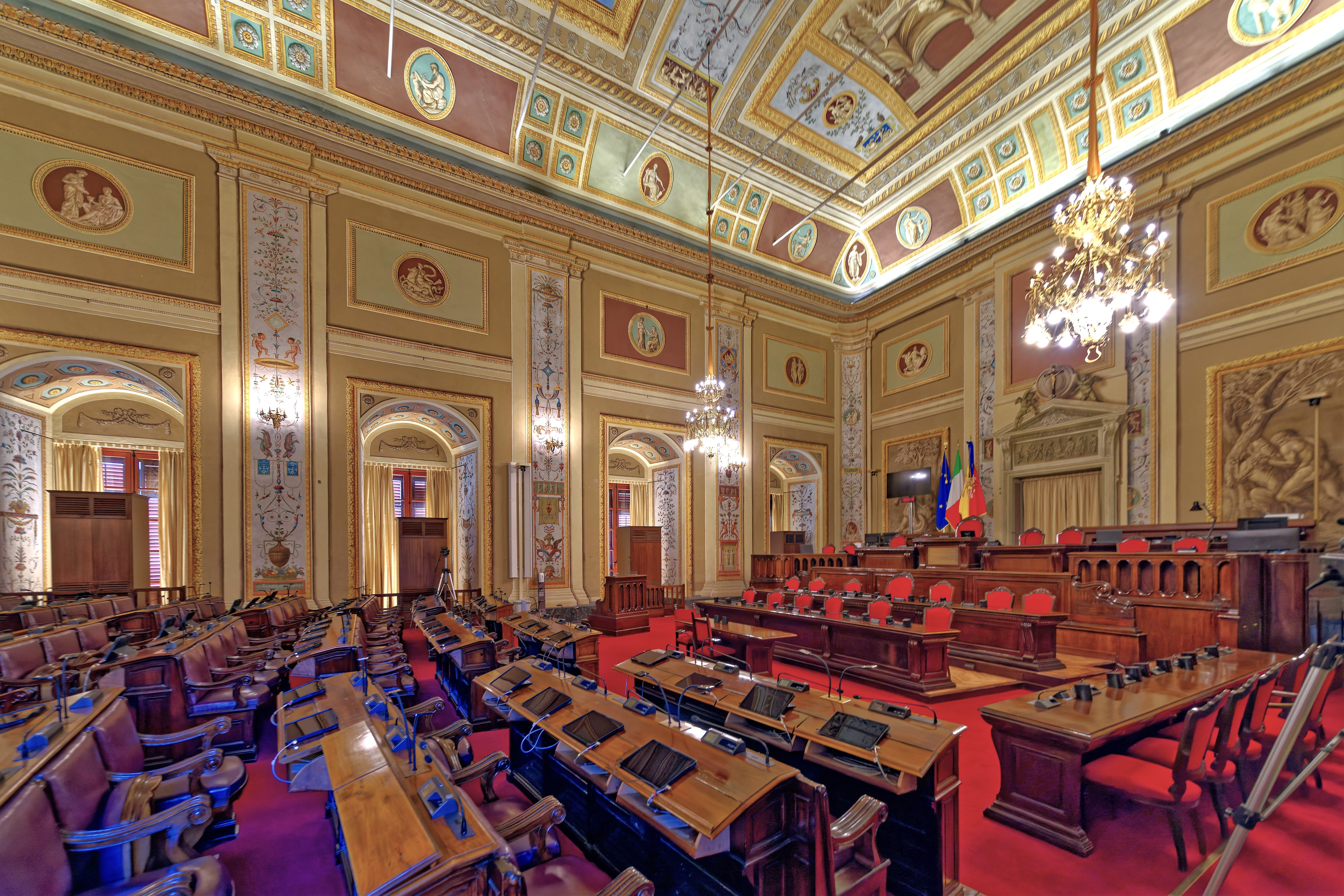
Sala d'Ercole, l'aula parlamentare.

Sala del Parlamento conosciuta come Sala d'Ercole precedentemente salone delle feste dei Borbone. Oggi vi si riuniscono i membri del Parlamento siciliano.
Nel 1799 Giuseppe Velasco, pittore figurista, su commissione di Ferdinando III di Borbone decorò a tempera le pareti della sala con alcune tra le dodici Fatiche di Ercole. Sulla volta si ammirano: la Nascita di Ercole, la scena Ercole si dà la morte facendosi bruciare su una pira ardente e la monumentale Apoteosi dell'eroe mitologico greco. Le decorazioni a grottesca e le candelabra in stile neoclassico pompeiano furono dipinte dal pittore ornatista Benedetto Codardi.
Nell'ambiente si riuniscono dal 1947 i deputati dell'Assemblea Regionale Siciliana, i quali costituiscono l'organo legislativo della regione.
Ha la funzione di anticamera al Salone d'Ercole la Sala di Archimede. La sala prende il nome dall'omonima statua, ed è ricavata negli antichi ambienti medievali che collegavano lo scalone d'onore alla cinquecentesca Sala dei Parlamenti.

#### Sala dei Viceré
Il nome dell'ambiente deriva dalla presenza di 21 ritratti collocati alle pareti raffiguranti rispettivamente: viceré di Sicilia, luogotenenti e Presidenti del Regno di Sicilia e delle Due Sicilie. Altrimenti noto come Transatlantico.

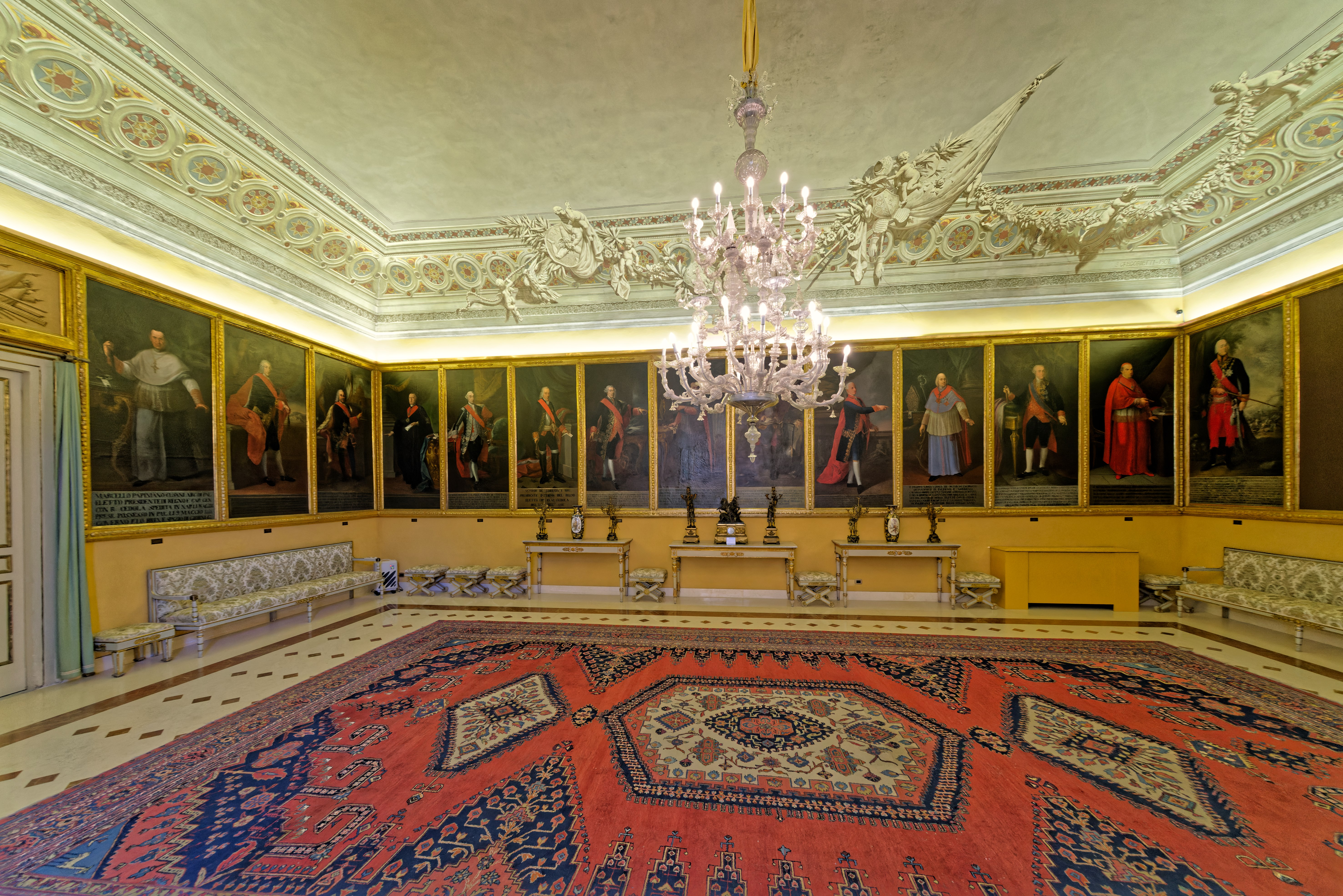
La sala dei Viceré

Alla stessa stregua delle raccolte di Paço da Ribeira di Lisbona, del Monastero de las Descalzas Reales di Madrid, del Palacio del Real di Valencia, del Real Alcázar di Madrid, del monastero dell'Escorial di Madrid, di Palazzo Reale di El Pardo di Madrid, di Villa Gallia di Paolo Giovio a Borgovico, di Palazzo di Margherita d'Austria di Malines, della residenza di Binche, anche i viceré e i governatori della casa d'Asburgo iniziarono ad arredare, a partire dalla fine del XVI secolo le gallerie del palazzo reale di Napoli e Palermo.

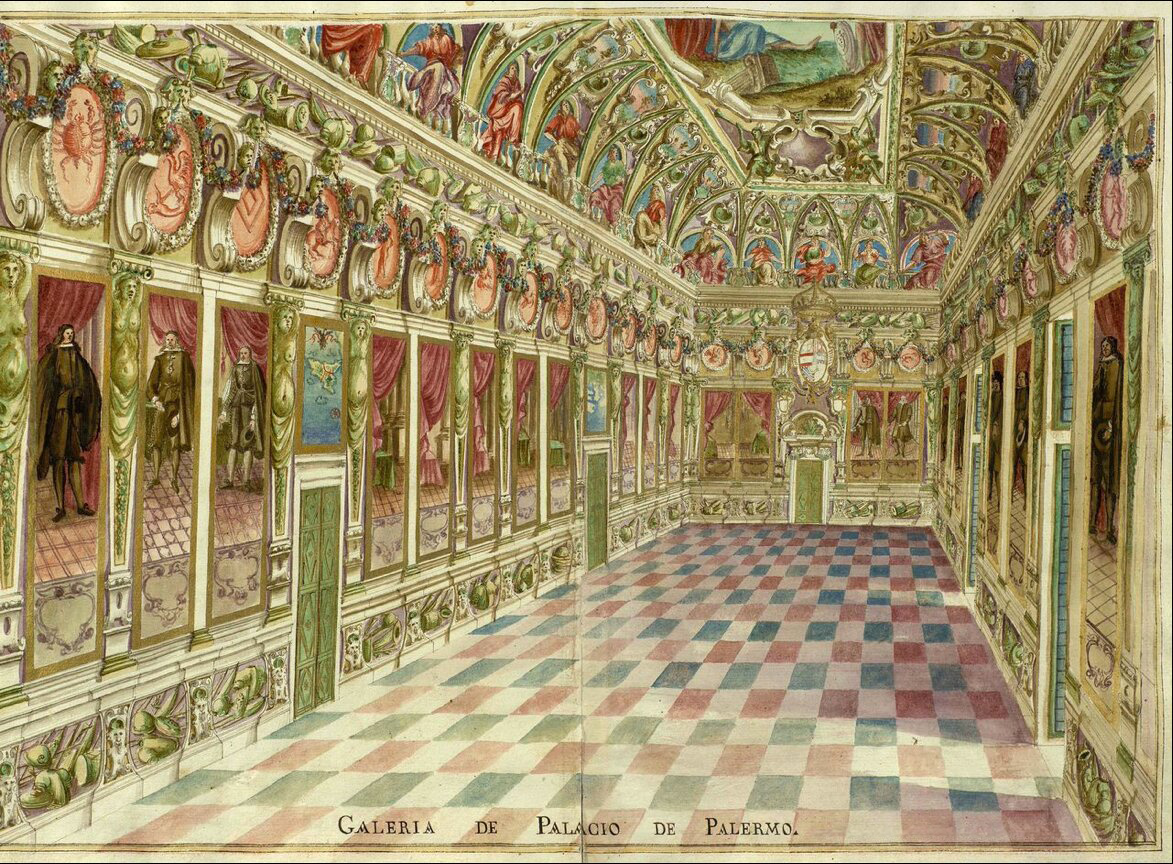
La Galleria di Palazzo così come si presentava nel 1686. I ritratti dei viceré risultano dispersi.

La disposizione dei ritratti all'interno della galleria operata dal Manuel de Benavides y Aragón, conte di Santisteban, risale ai tempi del Bernardino de Cardenas y Portugal, duca di Maqueda, e annoverava trentasette ritratti di viceré, da Fernando de Acuña y de Herrera, conte di Buendía, fino allo stesso Manuel de Benavides y Aragón.
Probabilmente fu sostituita l'originale decorazione degli inizi del XVII secolo, come ci suggerisce la descrizione della cerimonia
per le nozze di donna Giovanna d'Austria, figlia di Giovanni d'Austria e nipote di Carlo V d'Asburgo, con Francesco Branciforte, principe di Pietraperzia. Più tardi nel 1640 l'ambiente presentava un ciclo di affreschi raffigurante le Storie della vita di San Francesco d'Assisi e Sant'Antonio di Padova, opere realizzate da Pietro Novelli, i cui frammenti superstiti, trasferiti su tela, sono custoditi nella Galleria regionale di Palazzo Abatellis. Fra le poche raffigurazioni d'epoca della Galleria, la tavola inserita nel codice illustrato "Teatro Geografico antiguo y moderno del Reyno de Sicilia", completato il 1 maggio del 1686 che mostra la sala della galleria ai tempi del viceré conte di Santisteban.
La cerimonia d'incoronazione di Carlo III di Borbone a Palermo del 1735 documentata da Antonio Mongitore, contempla nella Galleria i ritratti dei sovrani siciliani da Ruggero II a Carlo II, mentre relega i ritratti dei viceré asburgici nelle restanti sale del palazzo. Il nobile palermitano Francesco Maria Emanuele Gaetani, marchese di Villabianca, riporta che i ritratti delle anticamere sono gli originali raccolti da Manuel de Benavides y Aragón. Il presente ciclo della Galleria fu rinnovato nel 1738 da Carlo di Borbone che ne affidò il compito della realizzazione al pittore fiammingo Guglielmo Borremans. Fra i ritratti dei Viceré di Sicilia, facenti le veci del re che risiedeva a Napoli, si ammirano:
- Domenico Caracciolo, marchese di Villamaina: nel 1782 soppresse l'inquisizione del Santo Ufficio, destinando le rendite di tale istituzione alla realizzazione di nuove cattedre universitarie.
- Francesco d'Aquino di Caramanico: nel 1788 fece abolire le angherie, i lavori che i contadini a titolo gratuito dovevano prestare in favore dei feudatari. Prima che in Francia, fece abrogare le servitù personali nel 1789 e realizzare nel 1790 l'osservatorio astronomico ubicato sulla Torre Pisana.

Il fregio che segna il perimetro della sala in direzione della volta, fu realizzato nel 1901 da Salvatore Gregorietti ed evidenzia il simbolo della Sicilia, Trinacria e l'aquila del Senato Palermitano.

#### Ex appartamenti reali

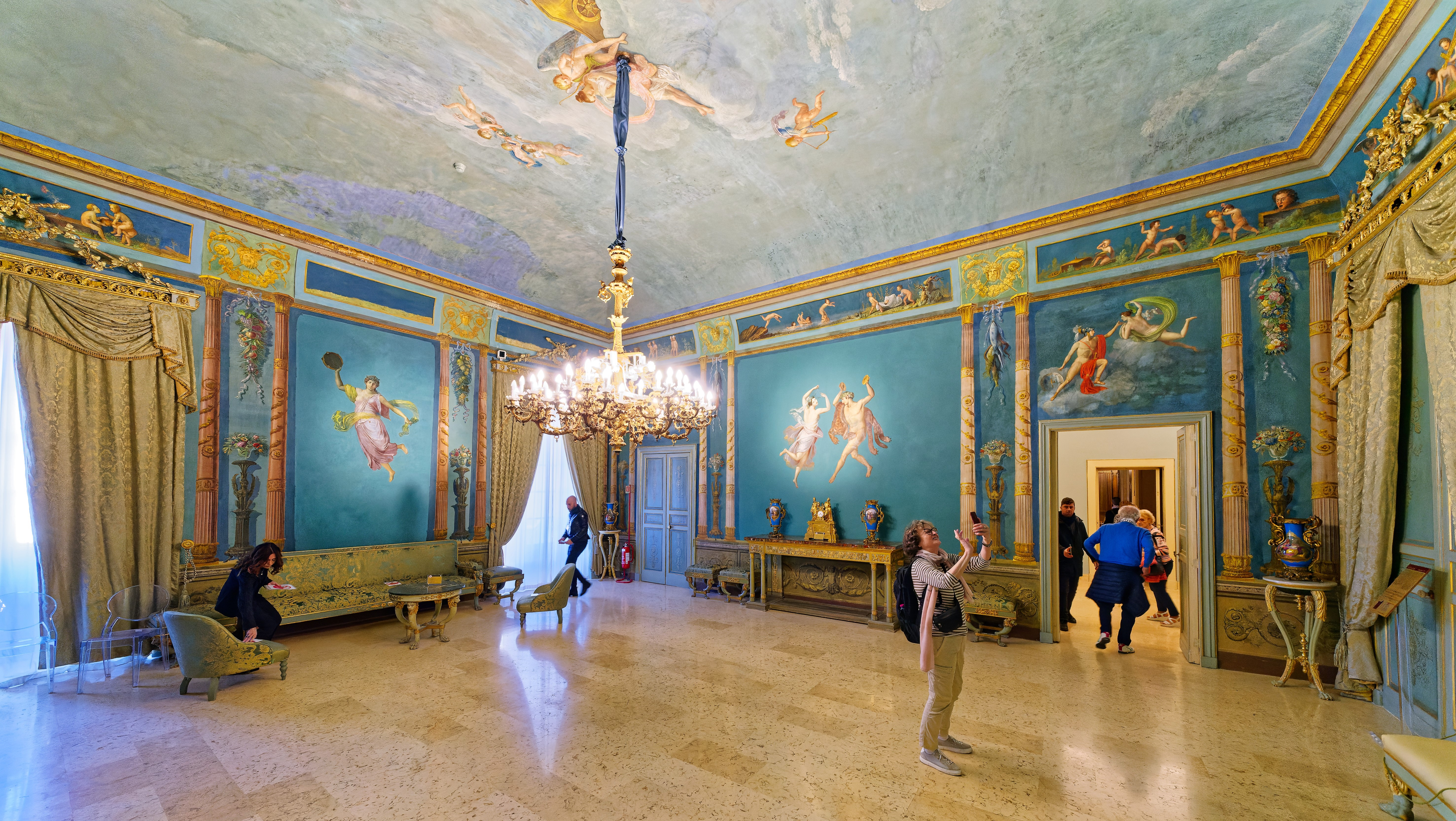
Sala Pompeiana

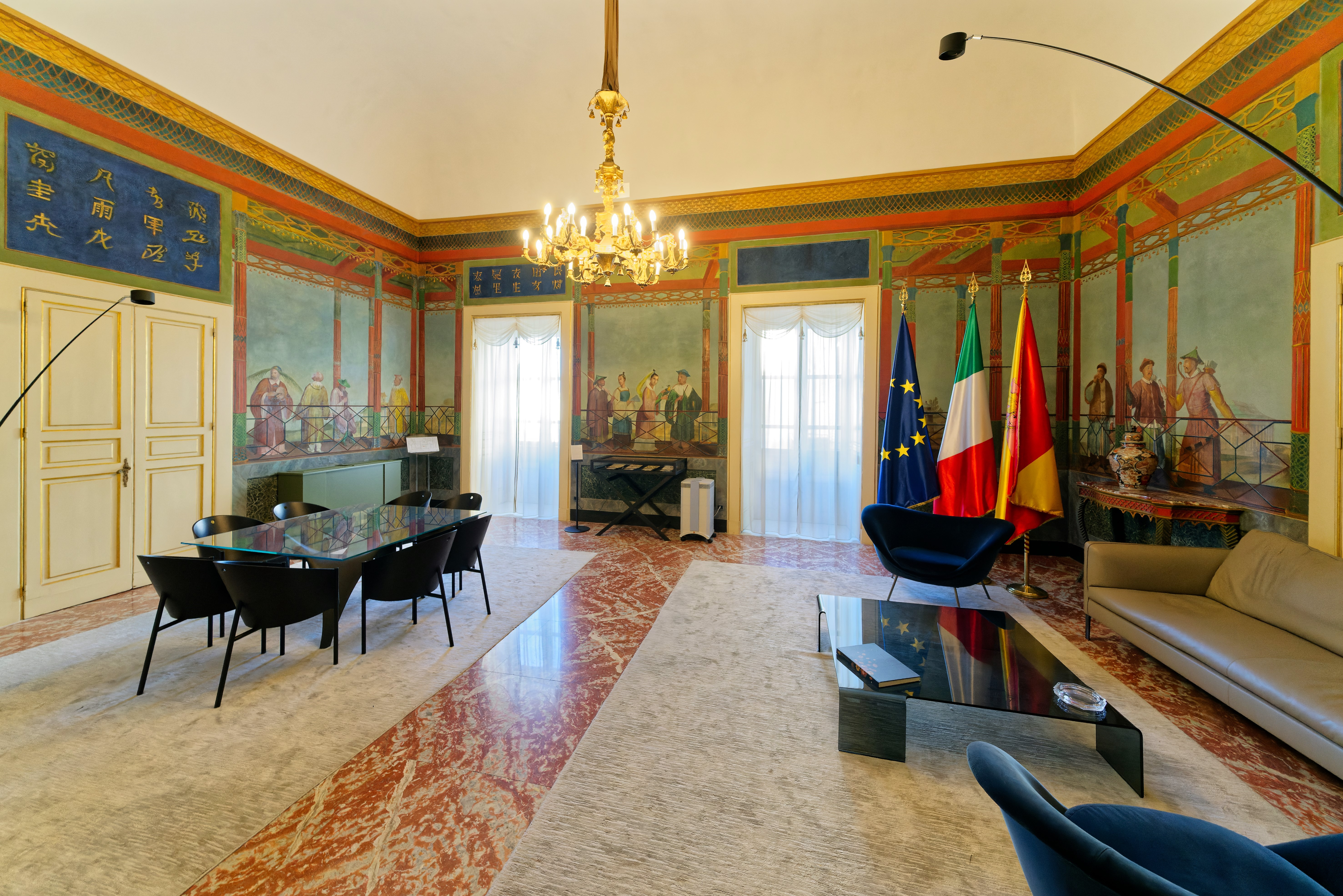
Sala Cinese

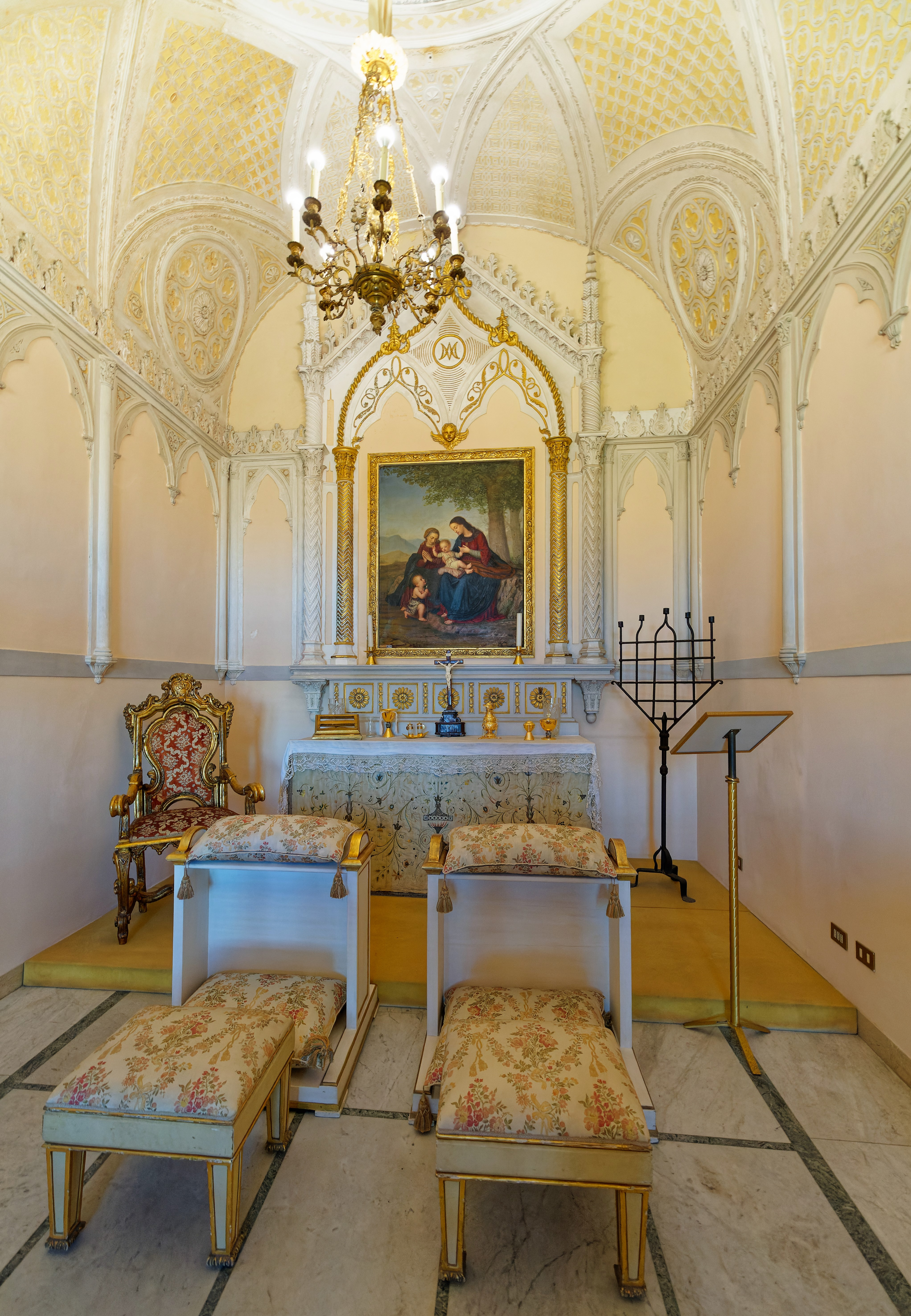
Sala della Preghiera

- Sala di Federico. Nella Torre Pisana si trova la sala principale degli ex appartamenti reali. Sala delle udienze di Federico II, si ritiene fosse stata interamente coperta di mosaici. Non visitabile, dal 1947 è divenuta studio e ambiente di rappresentanza del Presidente dell’ARS.[40]
- Sala ex Presidenti. L'ambiente prospetta su piazza Indipendenza, attiguo a Sala d'Ercole, prende il nome per via dei ritratti collocati alle pareti, raffiguranti i primi sei presidenti dell'Assemblea regionale siciliana. I saggi effettuati, posteriori al terremoto di Palermo del 2002, hanno condotto alla scoperta di complesse realtà archeologiche relative a stratificazioni di differenti epoche: sono evidenti la costruzione originaria e gli interventi d'epoca borbonica, quando questa parte è stata adibita a saloni di residenza regia, seguendo i canoni del tempo.
- Sala Pompeiana. Altrimenti conosciuta come Sala della Regina, fu voluta da Maria Carolina d'Asburgo-Lorena, regina di Sicilia, moglie di Ferdinando III di Sicilia. Il raffinatissimo ambiente, dipinto da Giuseppe Patania (1807 - 1815), è un altro mirabile esempio di decorazioni neoclassiche influenzate dagli scavi archeologici di Ercolano e Pompei.
- Sala Gregorietti. Ambiente adibito a sala lettura per i parlamentari, sul soffitto l'affresco raffigurante l'Allegoria della Primavera decorato dal palermitano Salvatore Gregorietti.
- Sala Cinese. Ambiente ispirato alle mete orientali nel periodo coloniale quali la Cina, tipica della moda esotica in voga presso molte corti d'Europa, decorazione caratterizzata dalla presenza di ideogrammi riprodotti sugli architravi delle porte e finestre. Realizzata da Giuseppe Patricolo, questo genere di ambienti si prestavano a svariate funzioni, quali sale di rappresentanza o da semplici ambienti riservati al convivio.
- Salottino Savoia.
- Salottino del Monetario. L'ambiente consente la visione d'insieme di tutto il piano. La denominazione è dovuta alla presenza del pregevole, grande stipo monetiere in legno ebanizzato a due corpi, decorato con formelle in vetro dipinto con scene bibliche, tarsie in tartaruga di fiume, colonne tortili laccate in rosso finta tartaruga e decori in bronzo di fattura siciliana della fine del XVII secolo. L'olio su tela custodito raffigura il Piano Palazzo nel 1760, il disegno di Pietro Martorana su cartoncino ad acquarello e tempera evidenzia la Campagna palermitana ove fu costruita la casina dei Lombardo, ovvero la costruzione rilevata da Ferdinando III di Borbone al suo arrivo da Napoli nel dicembre del 1798, edificio divenuto la Palazzina Cinese con la tenuta di caccia e il Reale Parco della Favorita.
- Salottino del Presidente.
- Sala della Preghiera. Ambiente attiguo alla Sala Ruggero, altrimenti detto Cappella della Regina o Carolina, delizioso esempio del neogotico siciliano con stucchi bianchi e oro. La pala d'altare è un olio su tela raffigurante la Madonna con Gesù e San Giovanni di gradevole fattura siciliana della prima metà XIX secolo, opera di Pasquale Sarullo. Un Cristo in avorio risalta su una croce in tartaruga e la base impiallacciata in palissandro, d'artista siciliano di fine 1700. Completano le decorazioni due dipinti, olio su tela della scuola emiliana del XVIII secolo, raffiguranti rispettivamente Tobiolo e il padre cieco e Agar e l'angelo.
- Sala dei Paesaggi Siciliani. L'ambiente in epoca normanna faceva parte dell'appartamento privato del sovrano. Nella prima metà dell'Ottocento fu anticamera dell'appartamento utilizzato dai sovrani Borboni. Al tempo dei Savoia fu utilizzata come salotto e vi furono collocati le due grandi tele raffiguranti paesaggi siciliani: i Ruderi del Tempio di Giove a Siracusa di Ettore De Maria Bergler e le Mura fenicie di Erice di Michele Cortegiani ora in sala della preghiera. I dipinti furono acquistati da re Umberto I in occasione dell'esposizione Nazionale di Palermo nel 1891.
- Sala Bianca. Ambiente utilizzato come Sala Stampa, è caratterizzato dal riquadro affrescato raffigurante l'Allegoria della prosperità e delle arti di Giuseppe Velasco che lavorò a palazzo durante la permanenza dei Borboni in Sicilia.

#### Sala dei Venti

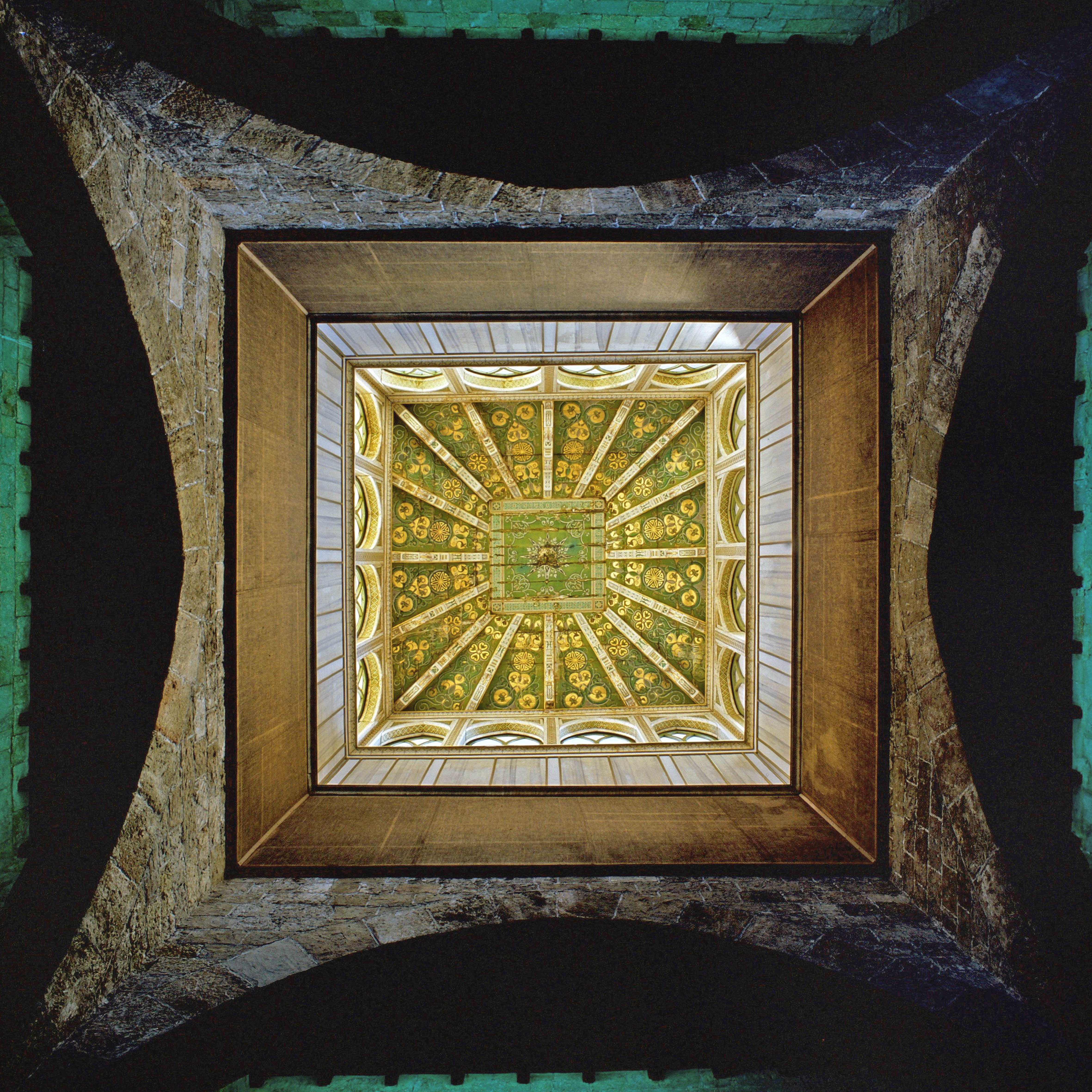
La volta della Sala dei venti

Antica cappella di Santa Maria Superiore fatta edificare da Roberto il Guiscardo e Ruggero I di Sicilia nel 1071, convertita ad uso profano nel 1520. Restauri della Sala delle Quattro Colonna, così denominata nel XVI secolo quando fu decorata con vetrate colorate da Simone de Wobreck, autore nel 1560 del dipinto Pittura dell'isola di Sicilia, opera documentata nella reggia.
Dopo l'insediamento nel 1713, Vittorio Amedeo II di Savoia ne fa scoperchiare il tetto sistemando al centro della volta lignea a lucernario la Rosa dei venti. In epoca borbonica vi sono documentati l'Appartamento dei marmi e quello di S.A.R. il principe ereditario.
Ambiente interno tra i più suggestivi ed affascinanti del Palazzo. Inglobato nella Torre Joharia è coevo, adiacente e comunicante con la Stanza di Ruggero, sintesi del passaggio di più culture. Proprio la collocazione ne determinò i lievi interventi successivi. Alle pareti è collocato un olio su tela raffigurante la Negazione di Pietro, opera firmata e datata di Filippo Paladini nel 1613.

#### Sala re Ruggero

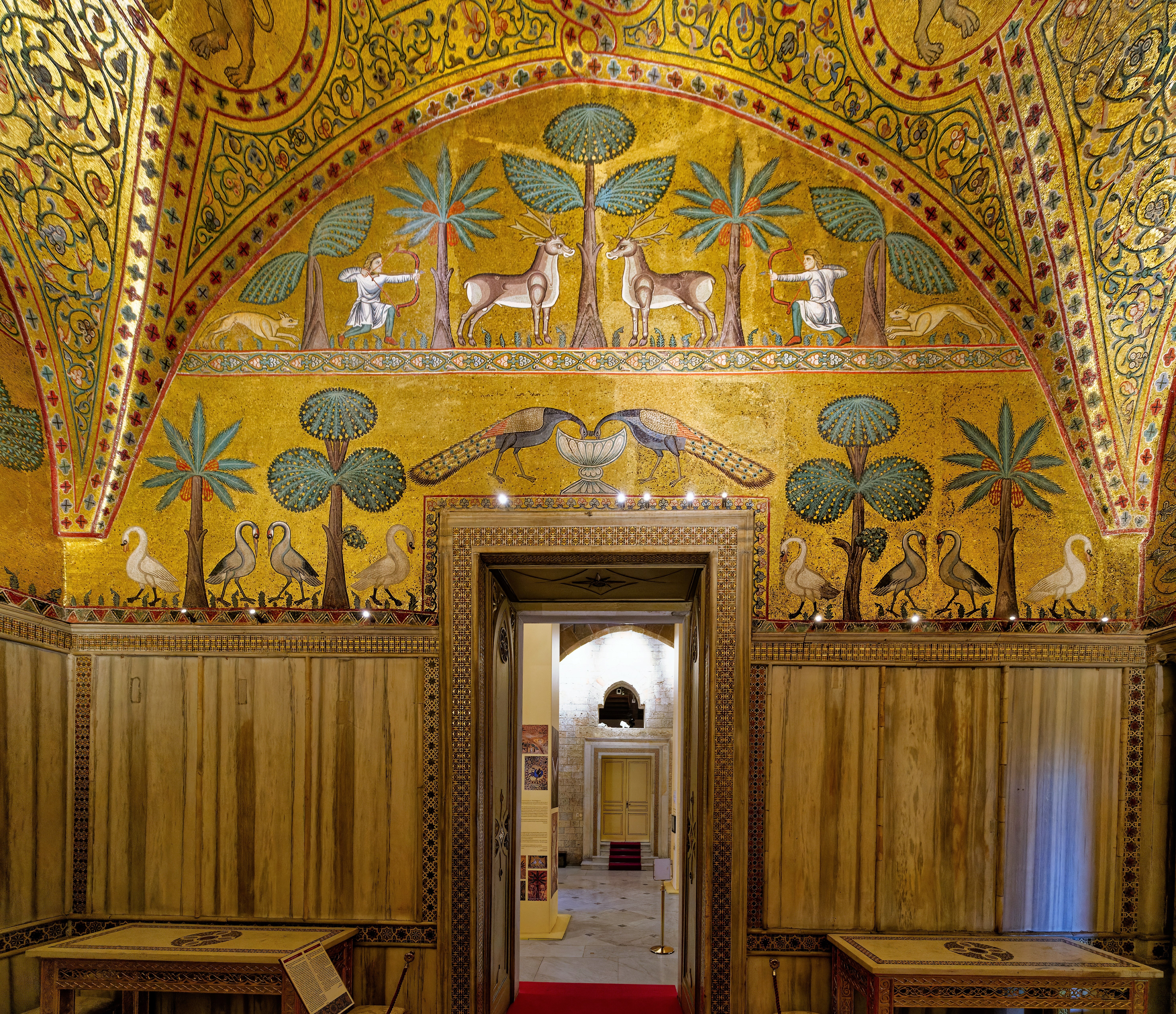
La sala di re Ruggero, di epoca normanna

Voluta da Ruggero II di Sicilia fu ricavata nella Torre Pisana, l'ala più antica del palazzo con accesso dalla Sala dei Venti. I mosaici delle stupende decorazioni parietali furono commissionati dal figlio Guglielmo I d'Altavilla detto il Malo. Verosimilmente coeve agli ornamenti delle navate laterali della Cappella Palatina, sono improntate allo stesso stile riscontrabile nei cicli musivi della chiesa di Santa Maria dell'Ammiraglio detta «la Martorana» e della cattedrale di Santa Maria Nuova di Monreale, ma se ne discostano come temi.
Colonnine angolari delimitano alti rivestimenti in marmo sovrastati da ampie superfici a mosaico di grande pregio raffiguranti elementi vegetali (palme e banani) e scene di carattere aulico e venatorio, simboli del potere normanno. Sono raccontate con grande dedizione nell'esecuzione battute di caccia con arcieri e cervi, rappresentati pavoni, cigni, oltre i mitologici centauri, grifi e altri animali esotici tra cui leopardi e tigri fra lussureggiante vegetazione, sottile allusione al Parco del Genoardo, tutto nel tentativo di mostrare un'allegoria della corte normanna. Caratteristica le figure a coppie simmetriche e speculari, arabeschi e girali dall'effetto caleidoscopico immersi in motivi fitomorfi e zoomorfi. Le raffinate rappresentazioni dai canoni sontuosi ma con accenti di rigidità, delineano la chiarissima matrice greco-bizantina dell'opera combinata con l'influenza pittorica dell'Oriente persiano.
La decorazione centrale della volta della sala risale invece al periodo successivo di Federico II, come testimoniato dalla rappresentazione dell'aquila sveva.

#### Sala Rossa
Era parte dell'originaria Galleria del Palazzo. Sulla volta, l'opera attribuita a Benedetto Codardi raffigurante: l'Apoteosi del lavoro, dell'agricoltura, delle arti e delle scienze. La sala era usata per le udienze dei Viceré e al tempo dei re borbonici diventò la Sala del Trono. Oggi è ambiente istituzionale spesso utilizzato per le riunioni dei capigruppo.

#### Sala Gialla

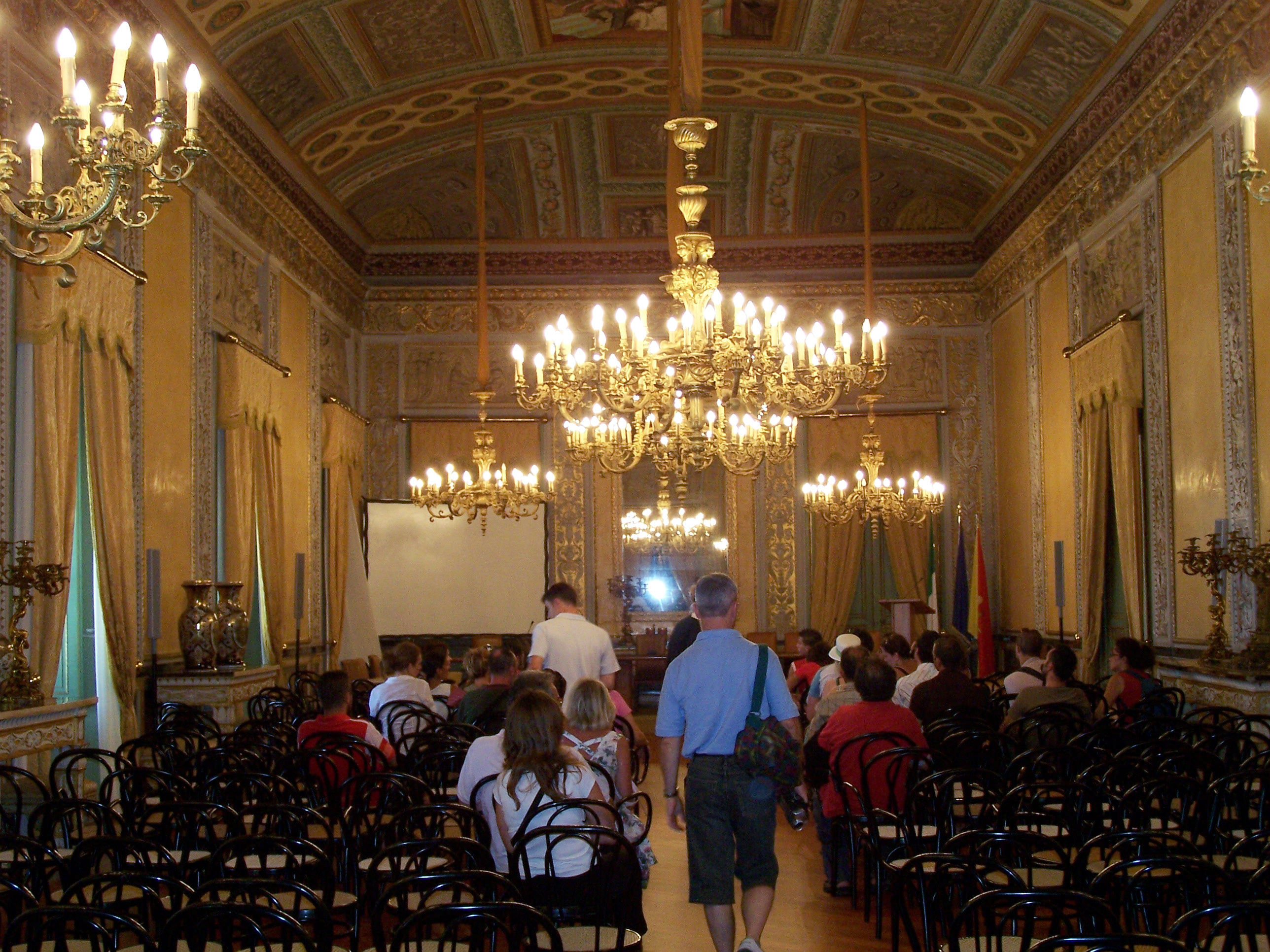
Sala Gialla, con decorazioni e affreschi di Giuseppe Patania.

Altra sezione dell'antica Galleria, adibita a Sala da ballo dai Borboni e dai Savoia, è altrimenti nota come Sala degli Specchi. Deve il suo nome alle pareti rivestite di damasco giallo. In epoca vicereale era utilizzata come sala delle feste, dei ricevimenti e dei balli.
Le opere della volta furono realizzate nella prima metà dell'Ottocento da Giuseppe Patania con La consegna della Città da parte dei Musulmani, da Giuseppe Patricolo con La presa di Palermo da parte dei Normanni, da Vincenzo Riolo con Il ritorno di Nicodemo al soglio vescovile di Palermo, per rispetto e riconoscimento dei valori della cultura araba non sono rappresentati eventi sanguinosi, ma incontri pacifici. Dieci bassorilievi in gesso, eseguiti probabilmente dal siciliano Nunzio Morello, raffiguranti la conquista e l'ingresso vittorioso in città del conte Ruggero, completano le decorazioni. La sala è oggi sede di importanti incontri culturali.

#### Sala Verde
Altra sala del piano parlamentare, confinante con la sala Gialla. Durante il 1283 si ha la prima attestazione di Ramon Muntaner della Sala Verde ubicata dal lato della «Porta di San Michele», ambiente destinato agli spettacoli pubblici ubicato ove verosimilmente in epoca romana sorgeva l'anfiteatro. È utilizzata come sede di commissione.

### Cappella Palatina

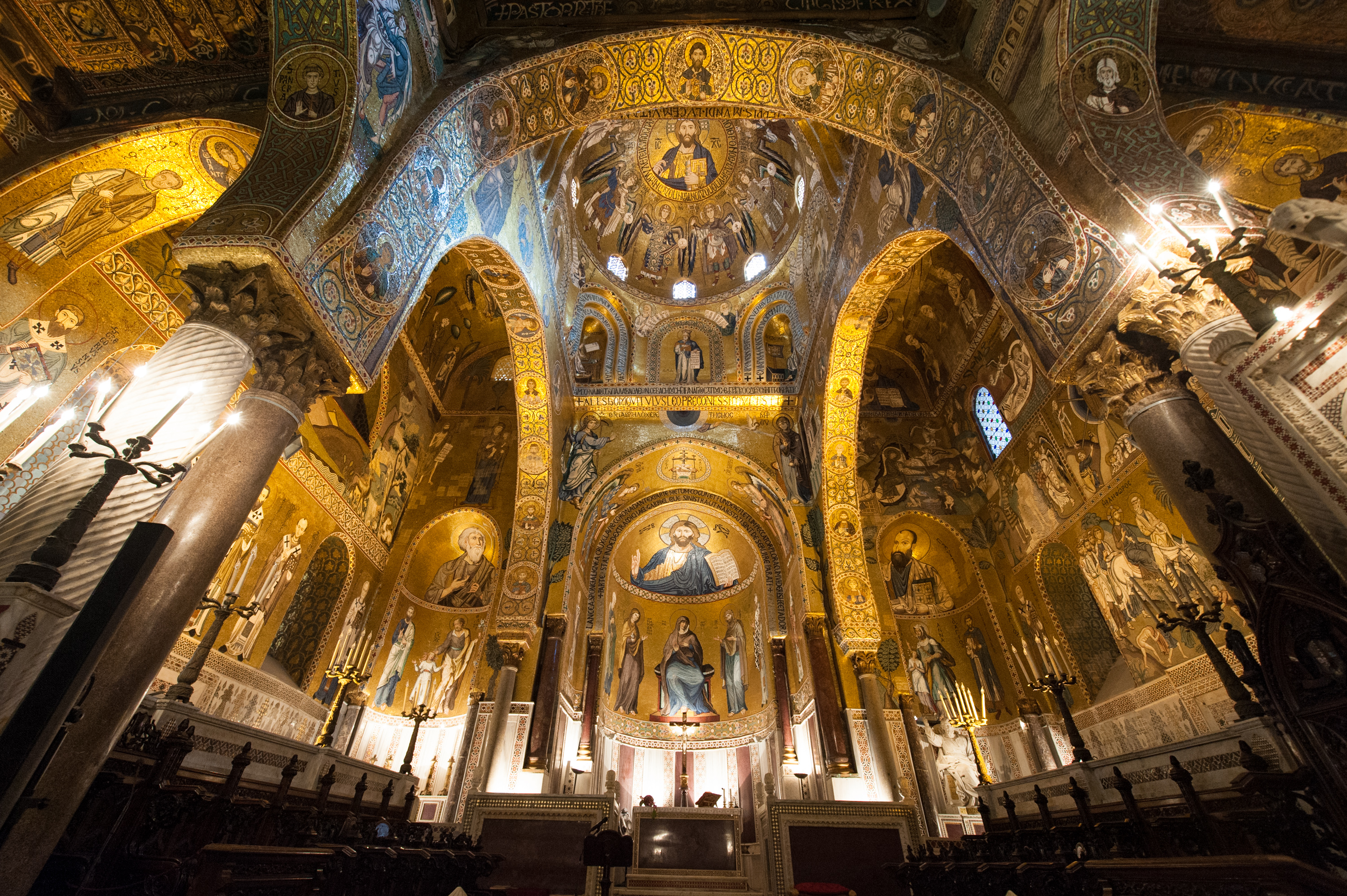
Cappella Palatina.

Dalla loggia del primo livello del Cortile Maqueda si può accedere alla Cappella Palatina. Essa è una basilica a tre navate dedicata ai Santi Pietro e Paolo, un luogo di culto edificato per volere di Ruggero II, e consacrato il 28 aprile 1140, con funzione di cappella privata della famiglia reale.
La parte superiore della cupola, delle pareti del transetto e delle absidi sono interamente decorate  da mosaici bizantini, tra i più importanti della Sicilia, raffiguranti il Cristo Pantocratore, gli Evangelisti e scene bibliche varie. I mosaici di datazione più antica sono quelli della cupola, risalenti alla costruzione originaria del 1143. Accanto al Cristo Pantocratore sono raffigurati le gerarchie di angeli ed arcangeli, profeti, santi e gli Evangelisti. Sulle arcate del presbiterio troviamo raffigurazioni dell'Annunciazione e della Presentazione al Tempio, mentre nel catino dell'abside è raffigurato un Cristo benedicente. Di epoca posteriore (1154-66 circa) sono i mosaici recanti iscrizioni latine che ornano la navata centrale, contenenti rappresentazioni di episodi tratti dal Vecchio Testamento; ancora più tardi sono quelli delle navatelle, con le Storie di San Pietro e San Paolo.
All'inizio della navata è collocato l'imponente trono reale rivestito di mosaici, mentre vicino al santuario, sulla destra, troviamo il ricco ambone mosaicato, sostenuto da colonne striate, e un superbo candelabro pasquale (alto m. 4.50), intagliato a foglie d'acanto con figure e animali. Tutte queste opere, risalenti al XII secolo, combinano elementi romanici, arabi e bizantini. Il soffitto in legno della navata centrale e le travature delle navate minori sono decorate con intagli e dipinti di stile arabo. In ogni spicchio sono presenti stelle lignee con rappresentazioni di animali, danzatori e scene di vita della corte islamica. Il soffitto a cassettoni e muqarnas, del 1143, presenta iscrizioni cufiche.
Danneggiata dal terremoto del settembre 2002, la Cappella fu sottoposta a restauri, conclusi nel luglio 2008.

### Sale Duca di Montalto

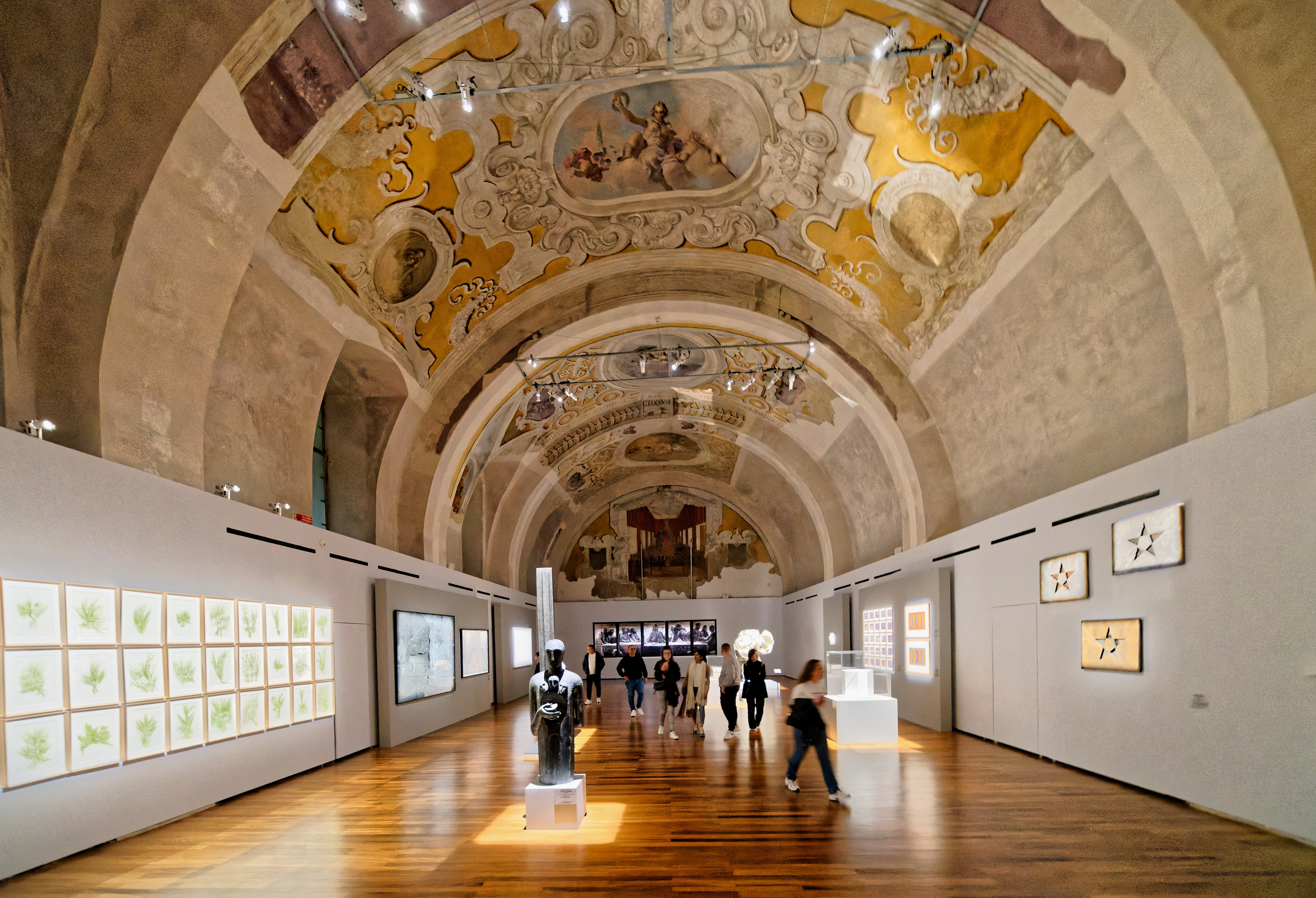
Sale Duca di Montalto

Formata da molteplici ambienti che si trovano al piano terra e nel seminterrato, a fianco e sotto il Cortile Maqueda. Nel 1553 i viceré decisero di trasferire la propria residenza dal Castello a Mare al Palazzo Reale, dove di conseguenza furono realizzate grandi opere di ristrutturazione. Il piano seminterrato fu destinato a essere un deposito per le munizioni. Nel 1637 il Presidente del regno Don Luigi Moncada, duca di Montalto, fece affrescare a Vincenzo La Barbera, Giuseppe Costantino, Gerardo Astorino e Pietro Novelli, i più valenti artisti del tempo, l'antico deposito delle munizioni, trasformandolo in sala delle udienze estive del Parlamento siciliano.
Il grande ambiente subì un'ulteriore modifica dopo il 1798, quando - sotto Ferdinando di Borbone - divenne sede delle scuderie. Fra le opere superstiti è di particolare rilievo l'affresco, eseguito dal Novelli assieme a Figure allegoriche, effigiante Pietro Moncada, avo del duca di Montalto, i cui frammenti superstiti staccati, trasferiti su tela e restaurati, si possono ammirare nella Galleria regionale di Palazzo Abatellis. Oggi le sale ospitano mostre d'arte.

### Altri ambienti

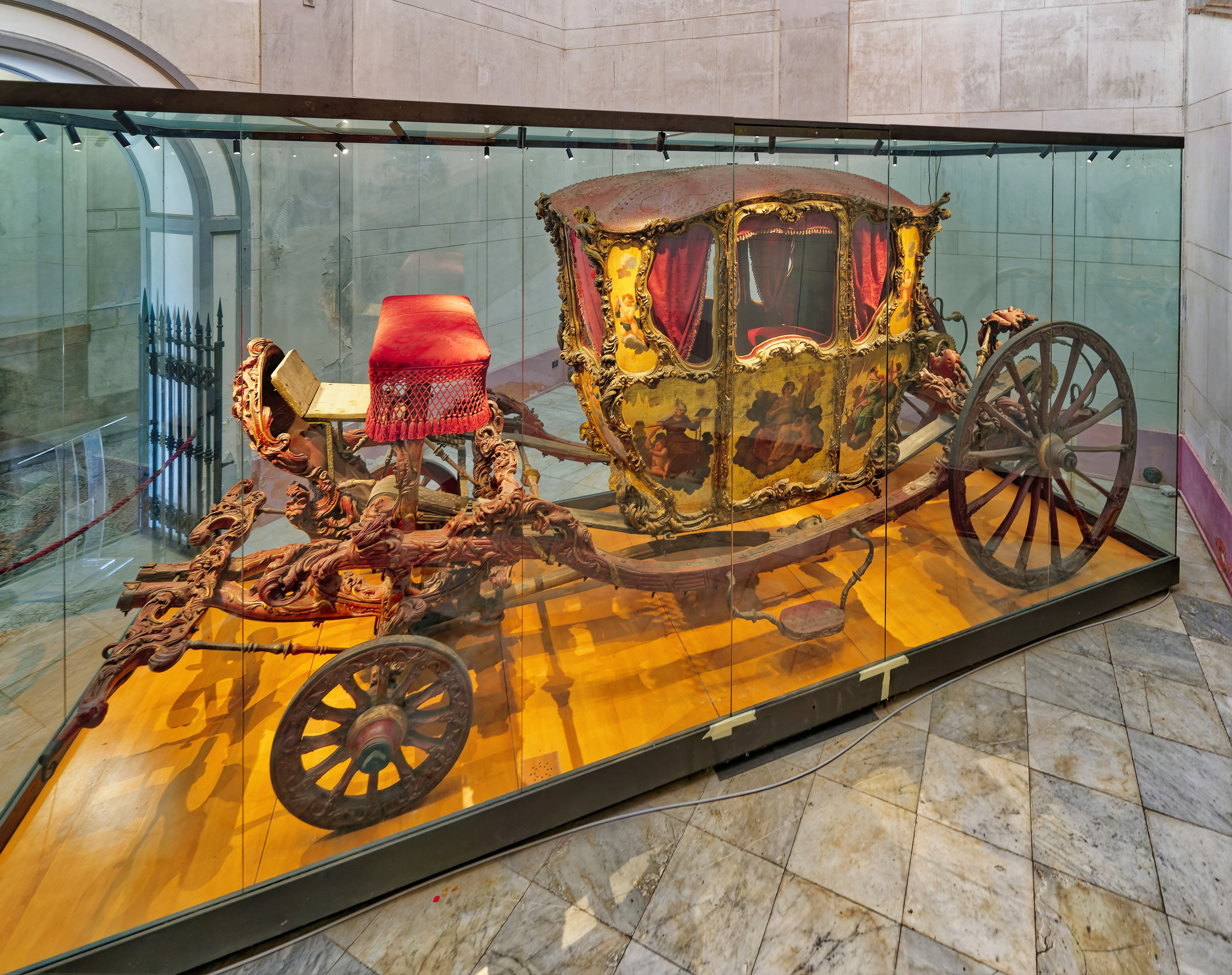
La carrozza settecentesca custodita all'ingresso.

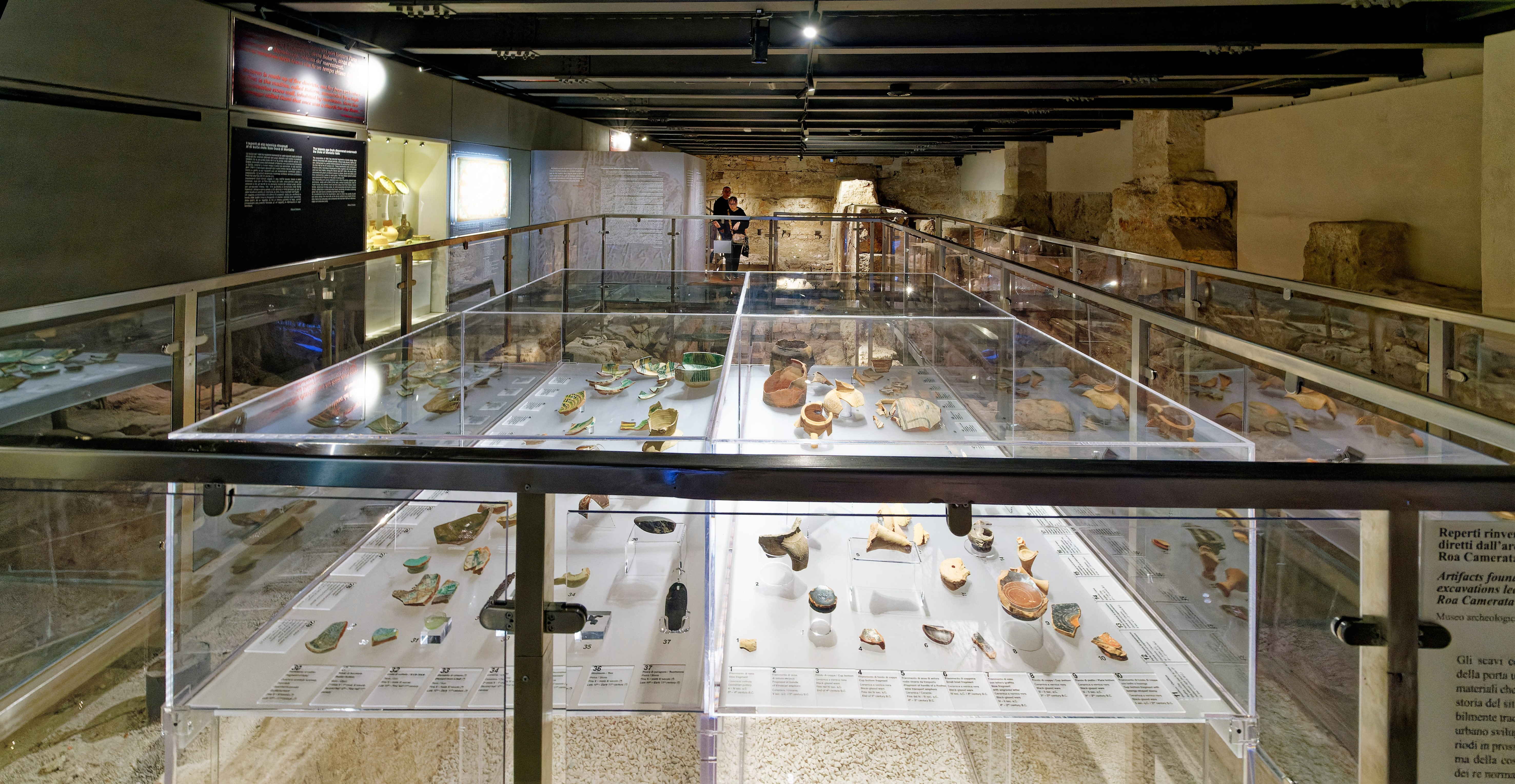
Le mura puniche con l'allestimento museale con i reperti recuperati durante gli scavi.

Innumerevoli sono gli ambienti ricavati nei vari livelli del palazzo. Un breve elenco fra i più interessanti:
- Ala Moncada.
- Cortile della Fontana, realizzato da Camillo Camilliani (1581 - 1584) sull'area dell'ex Torre Chirimbi, sopraelevato rispetto al Cortile Maqueda e di qualche decennio anteriore.
- Cortile Maqueda: struttura con portico intero e due elevazioni di logge: 
  - livello interrato, depositi trasformati in Sale Duca di Montalto;
  - livello terra con accesso alla chiesa di Santa Maria delle Grazie, Scalone d'onore;
  - 1º livello loggia con accesso alla Cappella Palatina, passaggio al Cortile della Fontana;
  - 2º livello loggia con accesso ai Parlamenti generali del Regno.
- Cripta: scendendo dalla Palatina da due scale simmetriche si accede alla chiesa inferiore di Santa Maria delle Grazie, realizzata dai normanni, con la camera sepolcrale realizzata per il sarcofago di Guglielmo I.[46]
- Mura Puniche. Le mura puniche databili intorno al V secolo a.C. sono state rinvenute nel 1984, esse rappresentano la più antica sezione stratigrafica di tutta l'area occupata dal Palazzo dei Normanni. Interessante è la postierla perfettamente conservata ed utilizzata nell'antichità per gestire gli accessi all'interno della paleapolis. Nel 2021 l'itinerario archeologico è stato definitivamente aperto al pubblico con un allestimento museale dove sono esposti reperti punici, islamici e normanno-svevi recuperati durante gli scavi del 1953 e del 1984. Di particolare importanza il corredo funerario completo di epoca punica, le monete di Caracalla e la pietra di paragone[47]
- Porta di San Michele.[30]
- Sala degli Armigeri.
- Segrete.[48] Le segrete o Prigioni Politiche ubicate allo stesso livello della chiesa inferiore sottostante la Cappella Palatina e come essa in origine di fase arabo-normanna, si articolano sotto il Cortile della Fontana. La sala rettangolare, la più vasta di tali ambienti, è quella dalla quale deriva il nome di segrete, visto il ritrovamento negli anni ottanta di taluni graffiti, raffiguranti navi stilisticamente di gusto vichingo.
- Stanza dei Tesori.
- Sala Formica. Una delle stanze dell’appartamento di Carlo III di Borbone.
- Biblioteca reale
- Scala Bianca.
- Sale di Torre di Porta Nuova
- Scalone Rosso.
- Scalone d'onore.
- Via Coperta. Antica Ruga Magna Coperta d'epoca normanna, il cui percorso protetto, seguiva lo sviluppo delle primitive fortificazioni puniche.

## La fabbriceria
Oltre ai dipinti e i quadri che nel corso dei secoli hanno addobbato la stanze del palazzo, dal 1947 a oggi l'Ars ha periodicamente acquistato delle opere d'arte con cui hanno arredato i propri uffici.
Nel 2010, per la catalogazione, conservazione e restauro di questo patrimonio, è stata istituita una "fabbriceria".
Tra le opere ottocentesche vi sono quadri di Francesco Lojacono, Antonino Leto e Ettore De Maria Bergler; tra quelle del Novecento troviamo litografie di Joan Miró e Henri Matisse e dipinti di Renato Guttuso, Croce Taravella e Bruno Caruso.

## L'ala ovest

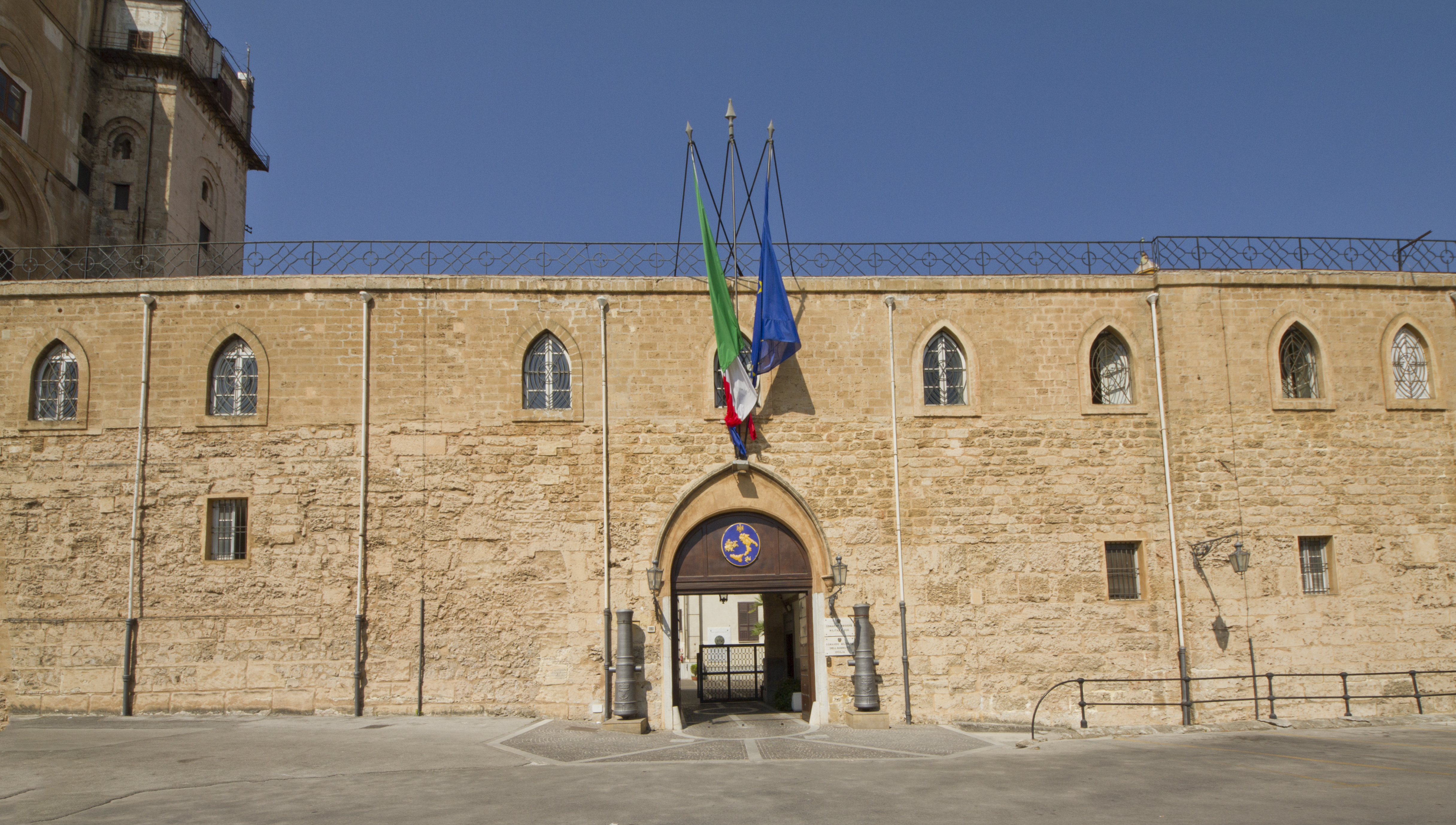
Ala ovest.

L'ala ovest del palazzo, insieme alla Porta Nuova, è assegnata all'Esercito Italiano. Sede dal 1870 del Distretto militare (oggi Centro Documentale di Palermo a piazza Indipendenza), dal secondo dopoguerra ospita la sede del Comando Militare Esercito "Sicilia".
Dal 2007 al 2015 ha ospitato anche il Comando Regione Militare "Sud".
Nel 2018, dopo 20 anni di chiusura, sono stati ristrutturati e riaperti i locali del Centro Operativo dell'allora Regione Militare della Sicilia, che dagli anni ottanta occupa l'interno della "Cavallerizza di Presidio" di Palazzo Reale.